# Historische Altstadt (Wurzen)

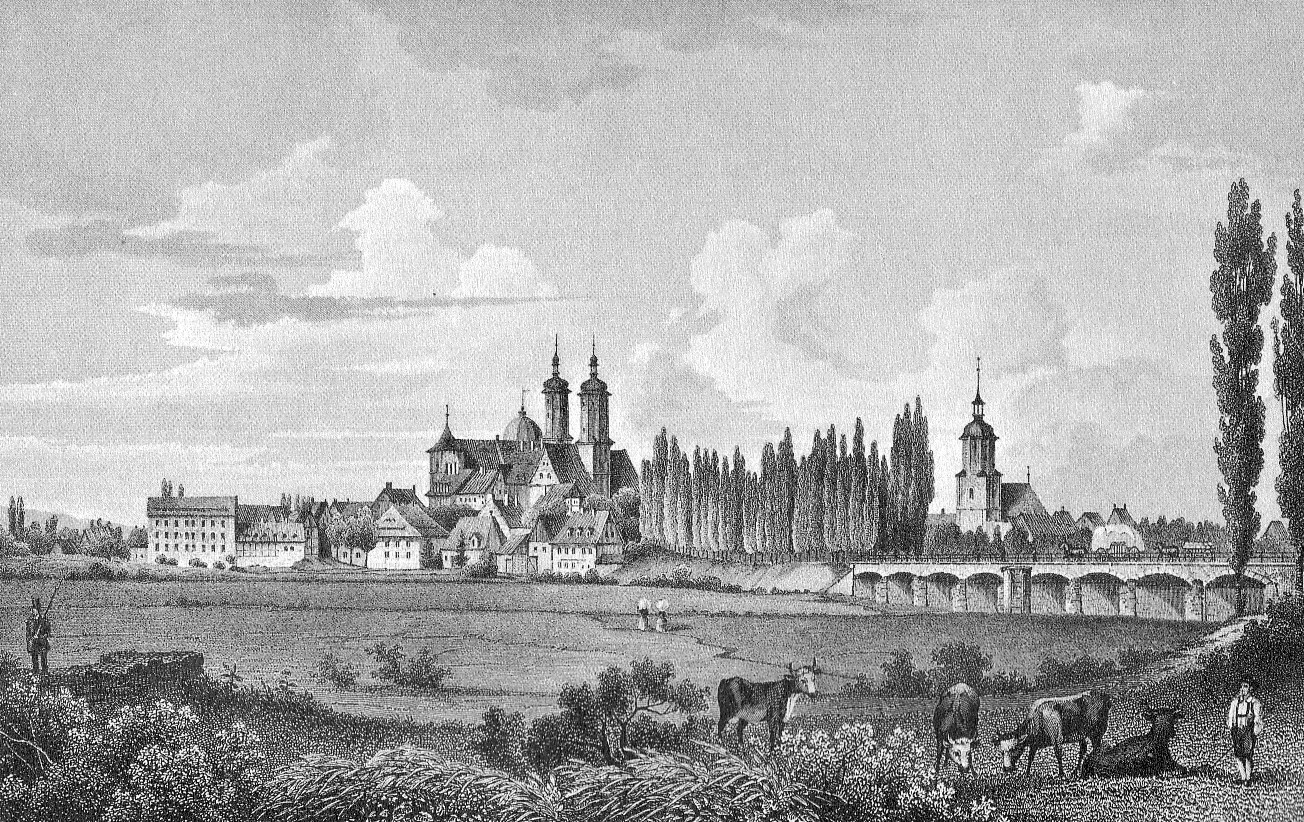
Historische Ansicht von Wurzen

Die historische Altstadt der Stadt Wurzen ist der als Denkmalschutzgebiet ausgewiesene Teil des Stadtkerns, welcher zwischen dem 13. und 19. Jahrhundert entstand. Lt. Denkmalschutz-Satzung ist das Ziel der Unterschutzstellung, ein harmonisches Mit- und Nebeneinander von Alt- und Neubauten zu sichern und das Erscheinungsbild der Altstadt hinsichtlich Silhouette, Blickbeziehung, Maßstäblichkeit und die im öffentlichen Raum vorhandenen Objekte und Ausstattungen (Straßen, Gassen, Plätze und Gebäude) als baugeschichtliches und kulturhistorisches Erbe zu erhalten. Bemerkenswerte Einzeldenkmale, wie der Dom, das Schloss, die Liegenbank, die Postmeilensäule sowie das Posttor und das Ringelnatzhaus im Crostigall runden das Bild der Geschichte Wurzens auf den touristisch erlebbar gemachten Routen durch die Stadt ab.

## Lage und Grenzen
Die historische Altstadt Wurzens liegt nördlich, der heute die Stadt in West-Ost-Richtung kreuzenden B6 zwischen Leipzig und Dresden. Ihre frühe Geschichte und Entstehungszeit im 10. Jh. sind eng mit dem Europäischen Altstraßenkreuz (heute: Ecke Albert-Kuntz-Straße/Altstadt) verbunden. Es wird angenommen, dass sich die ältesten Gebäude der Stadt entlang des Kreuzungsbereichs dieser historischen transkontinentalen Handelswege (Europäisches Altstraßenkreuz: Kreuzung der „Via Regia“ vom Rhein nach Schlesien und einer alten Salzstraße von Halle nach Prag) entwickelten (siehe auch Geschichte der Stadt Wurzen und Beschreibung der alten Handelsrouten in Wurzen).

### Abgrenzung des Denkmalschutzgebiets
(angegeben sind die heutigen Straßennamen im Uhrzeigersinn beginnend im Nordwesten)
- im Norden
  - Weg „An der Mulde“ beidseitig ab Kreuzung Muldengasse bis Gerhart-Hauptmann-Platz
  - Straße „Altstadt“ beidseitig von Gerhart-Hauptmann-Platz bis Jacobsplatz
  - Jacobsplatz bis Friedrich-Engels-Straße
- im Osten:
  - entlang dem Badergraben vom Jacobsplatz im Norden über Sperlingsberg bis Dresdener Straße im Süden
- im Süden:
  - Nordseite Beethovenstraße (von Kreuzung Dresdener Str. im Osten bis Kreuzung Crostigall im Westen)
- im Westen:
  - von Ostseite des Wegs „Am Mühlgraben“ von der Kreuzung Crostigall bis Amtsweg
  - Amtsweg von Abzweig Rosental bis Kreuzung Bergstraße sowie Muldengasse beidseitig

## Geltungsbereich und Schutzgegenstände
Zum räumlichen Geltungsbereich gehören lt. Satzung:

Das Denkmalschutzgebiet wird begrenzt durch den Gerhart-Hauptmann-Platz, Straße „Altstadt“, Jacobsplatz, Badergraben, Sperlingsberg, Karl-Marx-Straße, Beethovenstraße, Straße , Straße "Am Mühlgraben”, Amtsweg, Berggasse und schließt die Muldengasse, die Straße „An der Mulde“ und die Berggasse sowie alle innerhalb des Gebiets liegenden Objekte des öffentlichen Raumes ein.
Im Denkmalschutzgebiet und zugehörig sind folgende Bereiche (Auszüge aus Satzung) geschützt:
- der altstädtische Grundriss des Marktbereiches einschließlich
  - der abgehenden Gassen zur Wenzelsvorstadt um die Wenceslaikirche und zur Jacobsvorstadt,
  - der Gassen zur Vorstadt vor dem Eilenburger Tor einschließlich der bis in die Gründungszeit der Stadt gehenden Ansiedlung an der Gasse „Altstadt“,
  - sowie des Dom- und Schlossbereiches und des Bereiches am Crostigall
- die Silhouette der Altstadt, insbesondere gesehen vom:
  - Süden (vom Wachtelberg Richtung Norden ⊙),
  - Westen (Richtung Osten aus der Muldenaue ⊙ und von der Macherner Höhe)
  - Norden (vom Spitzberg ⊙ Richtung Südwest),
- zusätzlich folgende Blickbeziehungen:
  - Blick vom Domplatz oberhalb der Schultreppen nach Südosten (⊙)
  - Blick aus der äußeren Bahnhofstraße zur Wenceslaikirche nach Norden (⊙)
- die Stadtanlage als Bergsporn neben dem Schloss,
- der öffentliche Raum der im Gebiet liegenden Straßen, Gassen und Plätze
- die Maßstäblichkeit der Bebauung sowie die Dachlandschaft und die typischen Dachformen der Gebäude.

## Einzeldenkmale und historische Routen
In der Altstadt Wurzens wurden neben einigen bemerkenswerten Einzeldenkmalen auch verschiedene historische Routen erschlossen und touristisch erlebbar gemacht, welche teilweise über die Grenzen der historischen Altstadt hinaus gehen und themenrelevante Objekte außerhalb des Denkmalschutzgebiets einschließen.

### Einzeldenkmale
(Beispiele von im Gebiet liegenden Kulturdenkmalen, siehe auch ausführliche Listen)
- Schloss Wurzen, Amtshof 2
- Stadtkirche St. Wenceslai, Am Wenceslaikirchhof 2
- Ringelnatzhaus, Crostigall 14
- Posttor, Crostigall 42
- Kulturhistorisches Museum, Domgasse 2
- Wurzener Dom, Domplatz 2
- Postmeilensäule, Ecke Dresdener Straße/Wenceslaigasse
- Markt mit Rathaus und Ringelnatzbrunnen sowie benachbarte „Liegenbank“ (historische Heiste)

### Historische Wappen-Beschilderung

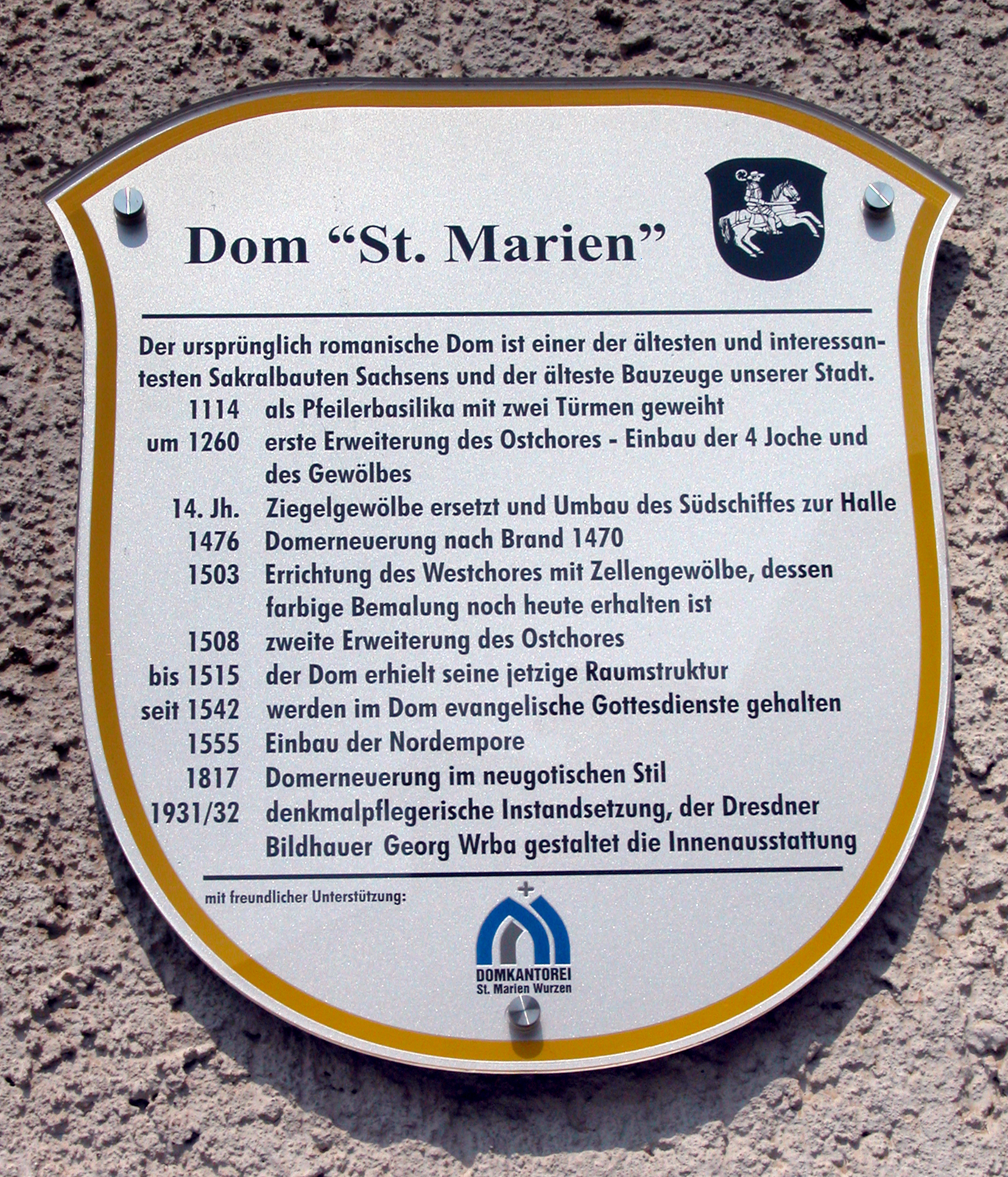
Wappenschild am Dom zu Wurzen

Die Wappenbeschilderung der wichtigsten historischen Orte in Wurzen führt Besucher an die geschichtsträchtigsten Objekte der Stadt und zeigt anhand der chronologischen Daten lehrreiche Informationen zu ihrer Entwicklung.
1. Stadthaus, Friedrich-Ebert-Straße (⊙)
2. Europäisches Altstraßenkreuz, Albert-Kuntz-Str./Ecke Altstadt (⊙)
3. Eilenburger Tor, Albert-Kuntz-Straße/Stadtgraben (⊙)
4. Goldener Adler, Markt 11 (⊙)
5. Markt/Ringelnatzbrunnen (⊙)
6. Altes Rathaus, Markt 1 (⊙)
7. Liegenbank (⊙)
8. Museum, Domgasse 2 (⊙)
9. Schloss, Amtshof 2 (⊙)
10. Dom St. Marien, Domplatz (⊙)
11. Alte Kustodie, Domplatz 4 (⊙)
12. D5, Domplatz 5 (⊙)
13. Schultreppen, An den Schultreppen (⊙)
14. Familie Gaudlitz/Posthof, Crostigall 36/Ecke Postgasse (⊙)
15. Ringelnatzgeburtshaus, Crostigall 14 (⊙)
16. Schöttgen-Geburtshaus, Wenceslaigasse 12 (⊙)
17. Jugendstil-Ensemble Rahn´sche Häuser, Badergraben 2a (⊙)
18. Wettinsäule, Wettiner Platz (⊙)
19. Stadtkirche St. Wenceslai, Am Wenceslaikirchhof 2 (⊙)
20. Postmeilensäule, Kreuzung Wenceslaigasse/Crostigall/Dresdener Straße (⊙)
21. Soldatenwinkel, im Park Alter Friedhof (⊙)
22. Bismarckturm auf dem Wachtelberg, Osterblumenweg/Ortsteil Dehnitz (⊙)

### Ringelnatz-Kunstpfad

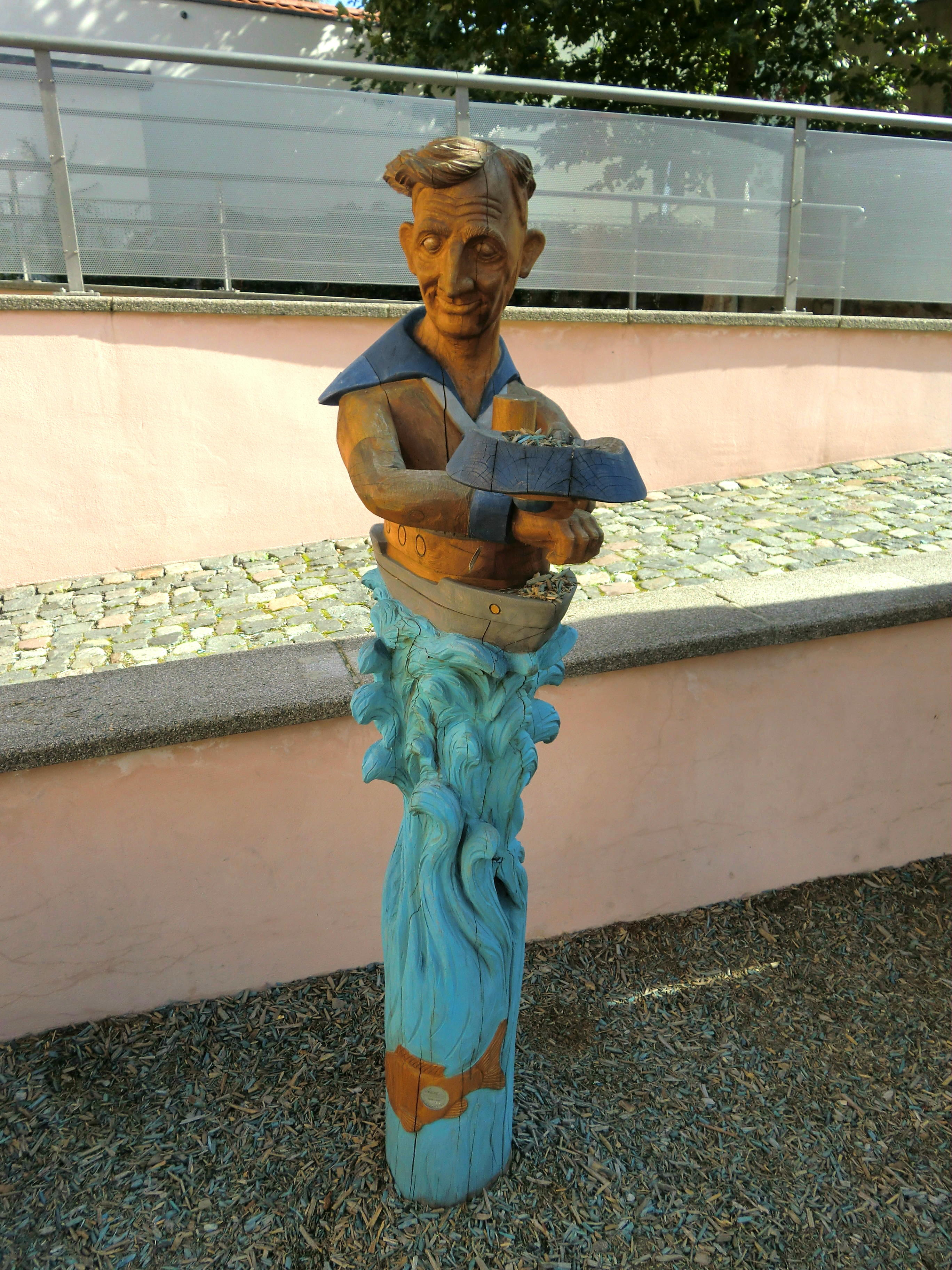
Ringelnatz in Wurzen

Dieser Rundgang führt Besucher auf die Spuren des Schriftstellers Joachim Ringelnatz in Wurzen. An 13 Stationen entlang wichtiger Sehenswürdigkeiten der historischen Altstadt wurden Stelen errichtet, auf welchen sich das Konterfei des Dichters und Auszüge aus seinem umfangreichen Werk befinden, sowie seit 2016 jeweils zum Text passende Skulpturen tragen. Seit 2020 kann der Pfad auch zusätzlich audiovisuell mit Kompositionen (Instrumentalmusik, Gesang sowie Wurzener Stadt- und Naturgeräuschen, passend zum Ort und dem Kunstwerk) von Ingeborg Freytag erlebt werden. Über die Online-Karte zum Pfad kann mittels Scannen des QR-Codes an den Stelen die Musik gehört werden.
1. Ort: Rosental/Mühlentürme (⊙), aus Gedicht: Ostern, Skulptur: „Dialog“ von Thomas Henniges
2. Ort: An den Schultreppen (⊙), aus Novelle: Die wilde Miß vom Ohio, Skulptur: „Sieh nicht zurück“ von Erik Seidel
3. Ort: vor Kultur- und BürgerInnenzentrum D5 (⊙), aus Gedicht: Die Zwei Polis, Skulptur: „Die zwei Polis“ von Jochen Ziska
4. Ort: am Dom St. Marien (⊙), aus Gedicht: Kindergebetchen, Skulptur: „Der erhobene Zeigefinger“ von Priska Streit
5. Ort: vor Schloss Wurzen (⊙), Gedicht: Der sächsische Dialekt[9], Skulptur: „Der goldene Reiter“ von Jana Beerhold
6. Ort: an Gasse „An der Mauer“/ehemaliges Eilenburger Tor (⊙), aus Märchen: Vom andern aus lerne die Welt begreifen, Skulptur: „Teppichblüte“ von Philipp Fritzsche
7. Ort: an Jacobsgasse/ehemaliges Jacobstor (⊙), aus Gedicht: Ritter Sockenburg, Skulptur: „Ritter Sockenburg“ von Mike Haldi
8. Ort: am Badergraben (⊙), Gedicht: Schnee, Skulptur: „Schnee-Stele“ von Jean Kirsten
9. Ort: am Sperlingsberg (⊙), aus Gedicht: Kindersand, Skulptur: „Der Wanderer“ von Eva Backofen
10. Ort: neben Stadtkirche St. Wenceslai (⊙), aus Gedicht: Gebetchen[9], Skulptur: „Betmäuschen“ von Jan Thomas
11. Ort: Crostigall am Ringelnatz-Geburtshaus (⊙), aus Parabel: Die lange Nase, Skulptur: „Kuckuck“ von Jürgen Raiber
12. Ort: Crostigall am Posttor (⊙), aus Gedicht: Der Briefmark, Skulptur: „Ein Blick“ von Annett Oehme
13. Ort: an Markt/Liegenbank (⊙), aus Gedicht: Ein Nagel sass, Skulptur: „Nagel und Schraube“ von Ute Hartwig-Schulz

## Altstadt-Impressionen

Altstadtbilder
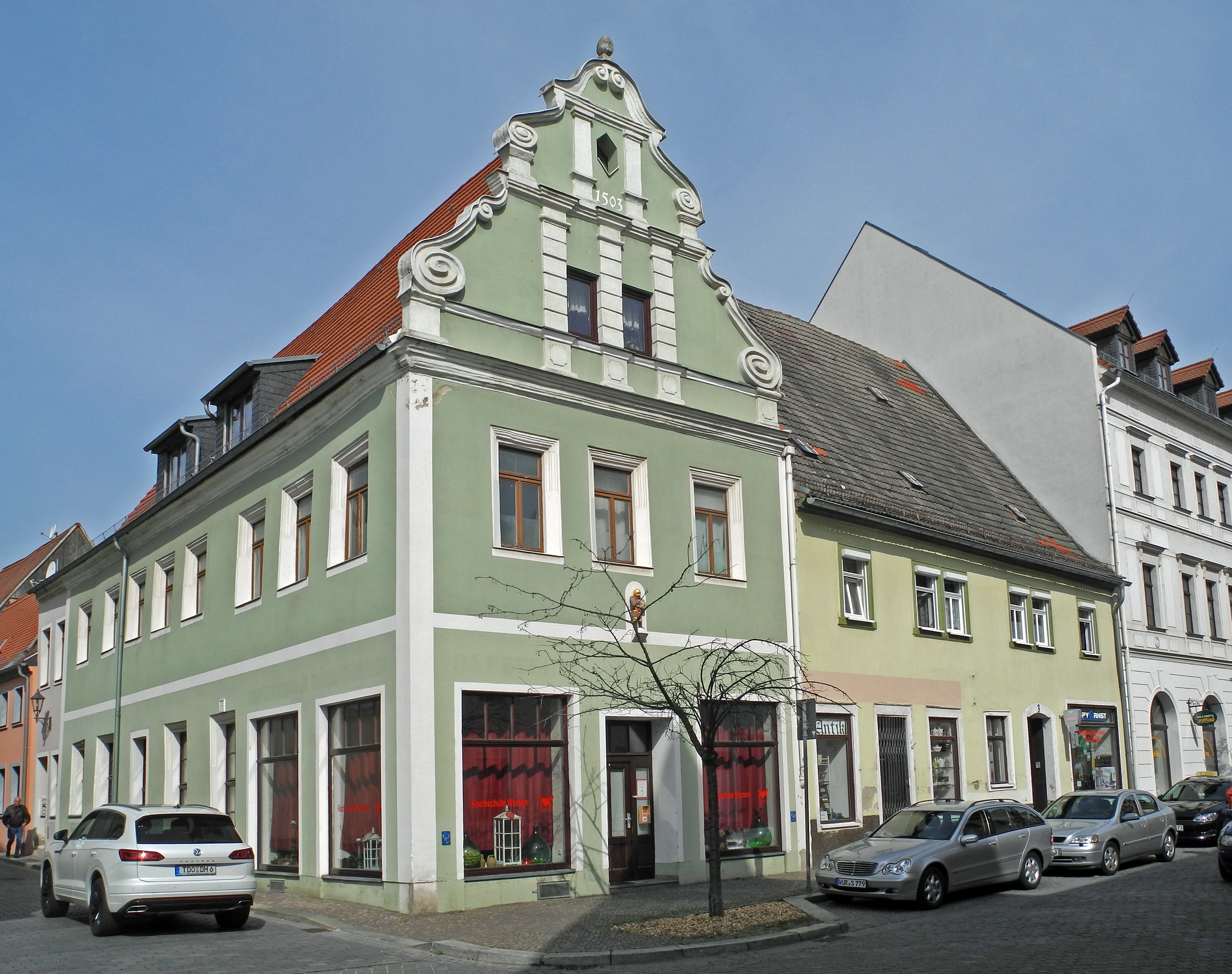
Albert-Kuntz-Straße 1 ()
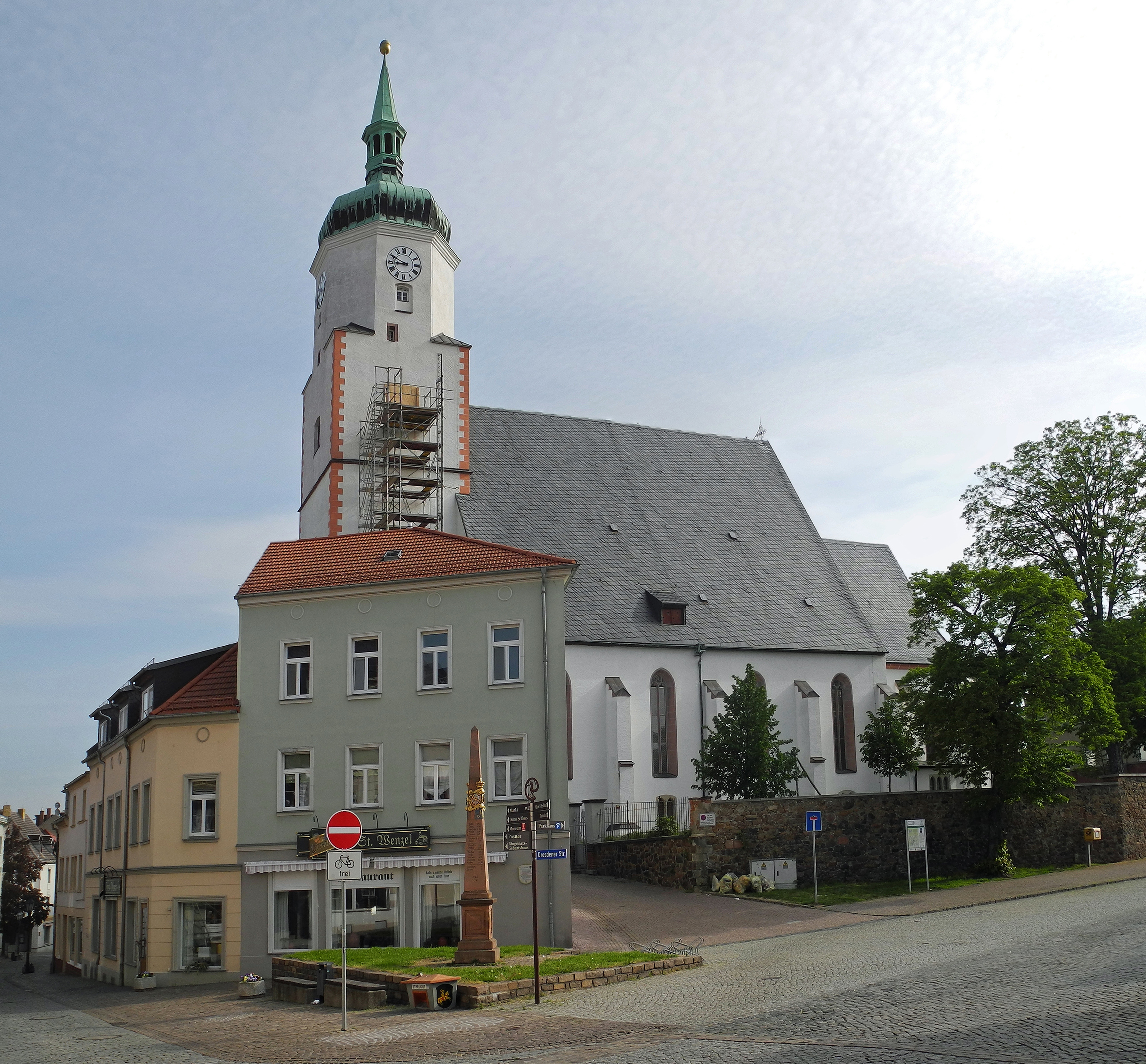
Wenceslaikirche () und Postmeilensäule ()
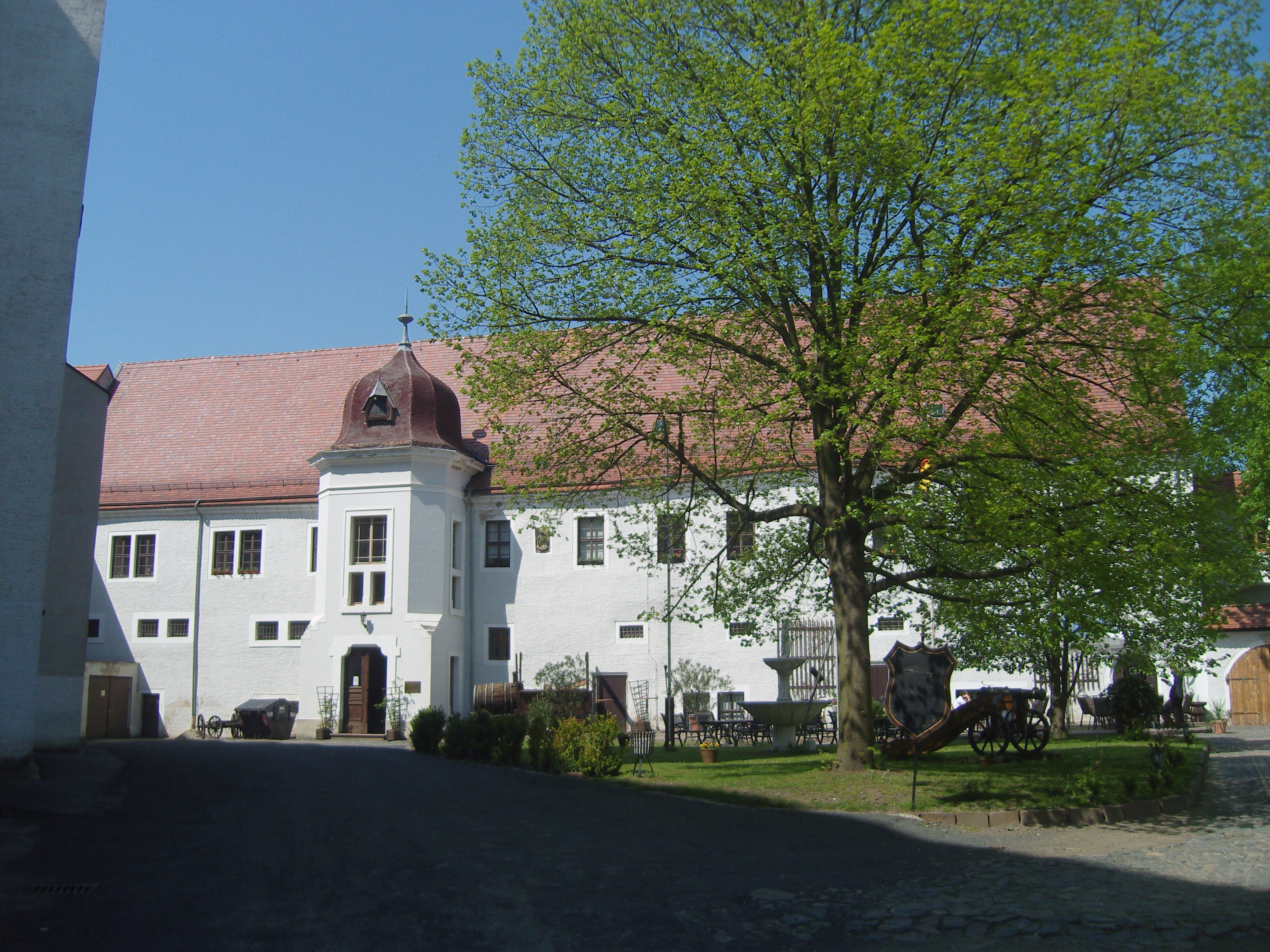
Schloss Wurzen ()
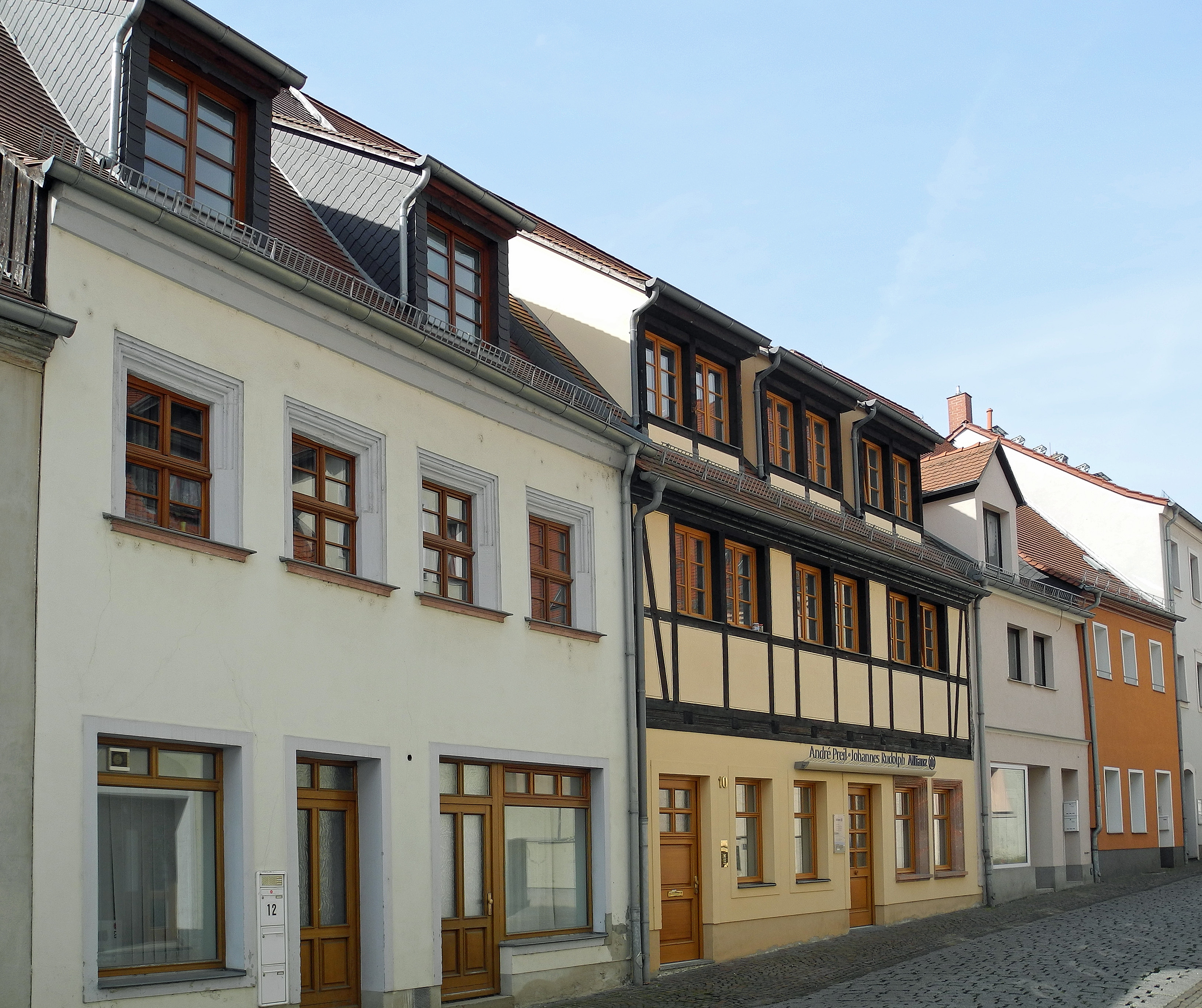
Badergasse
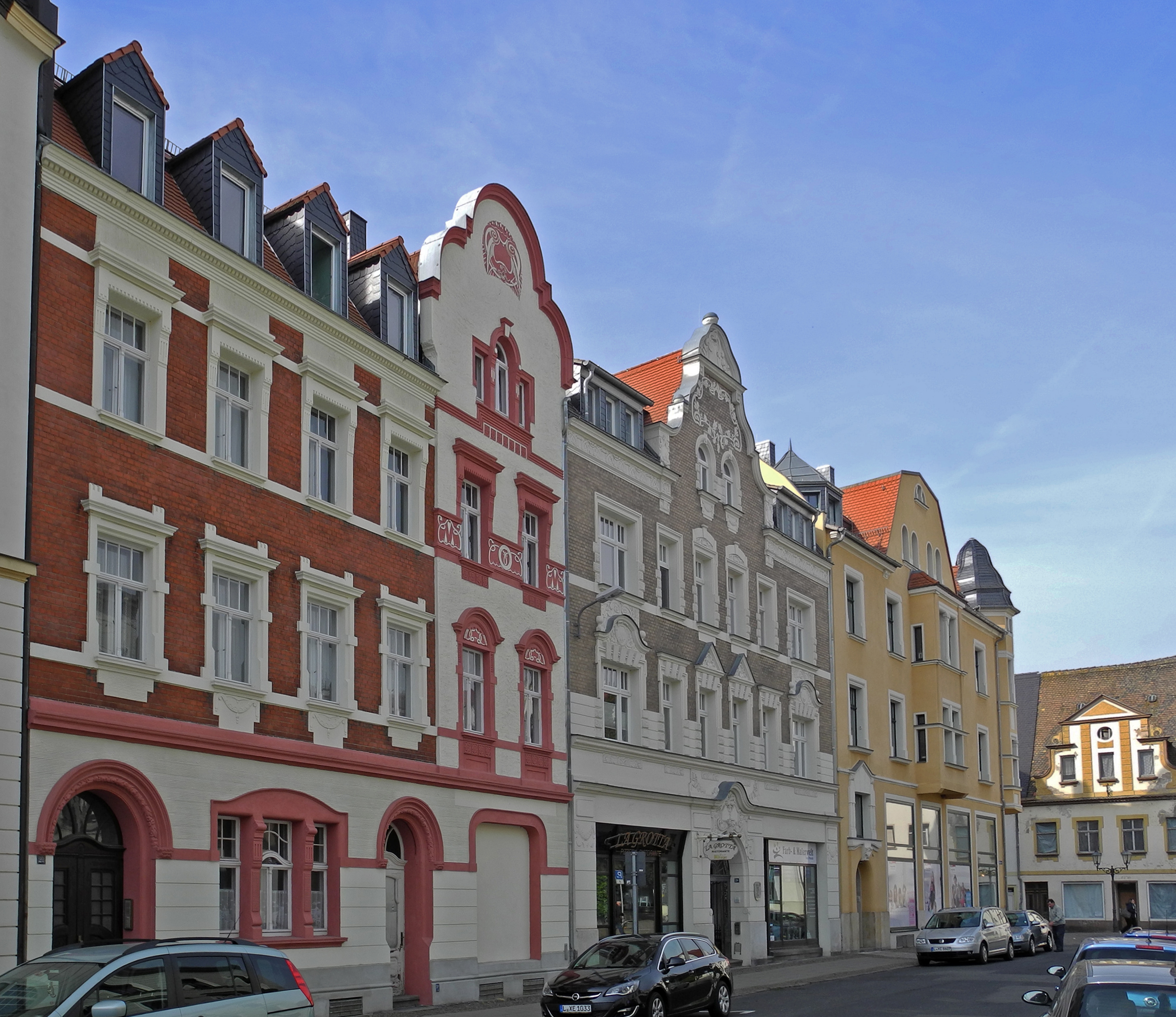
Badergraben
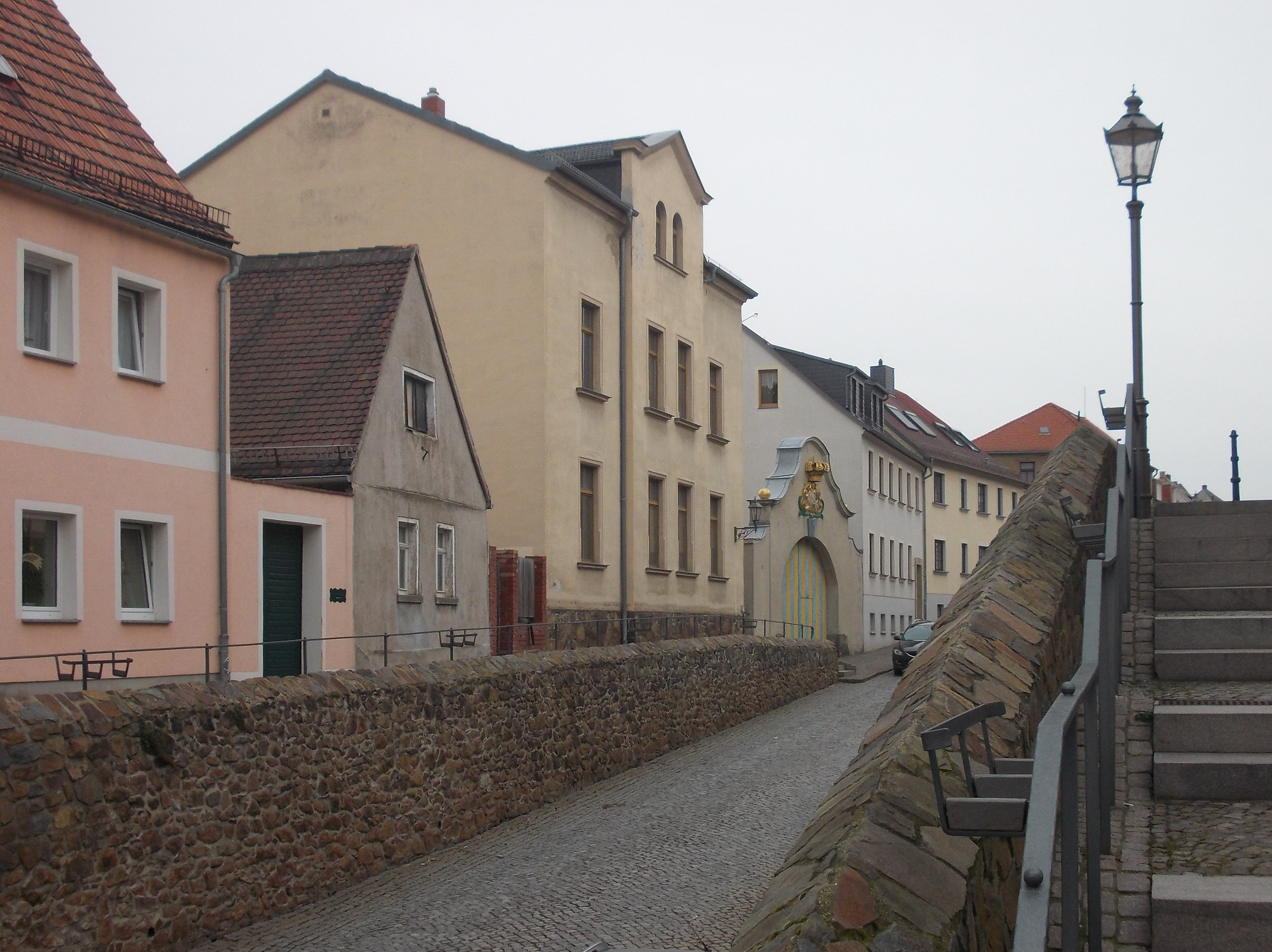
Crostigall
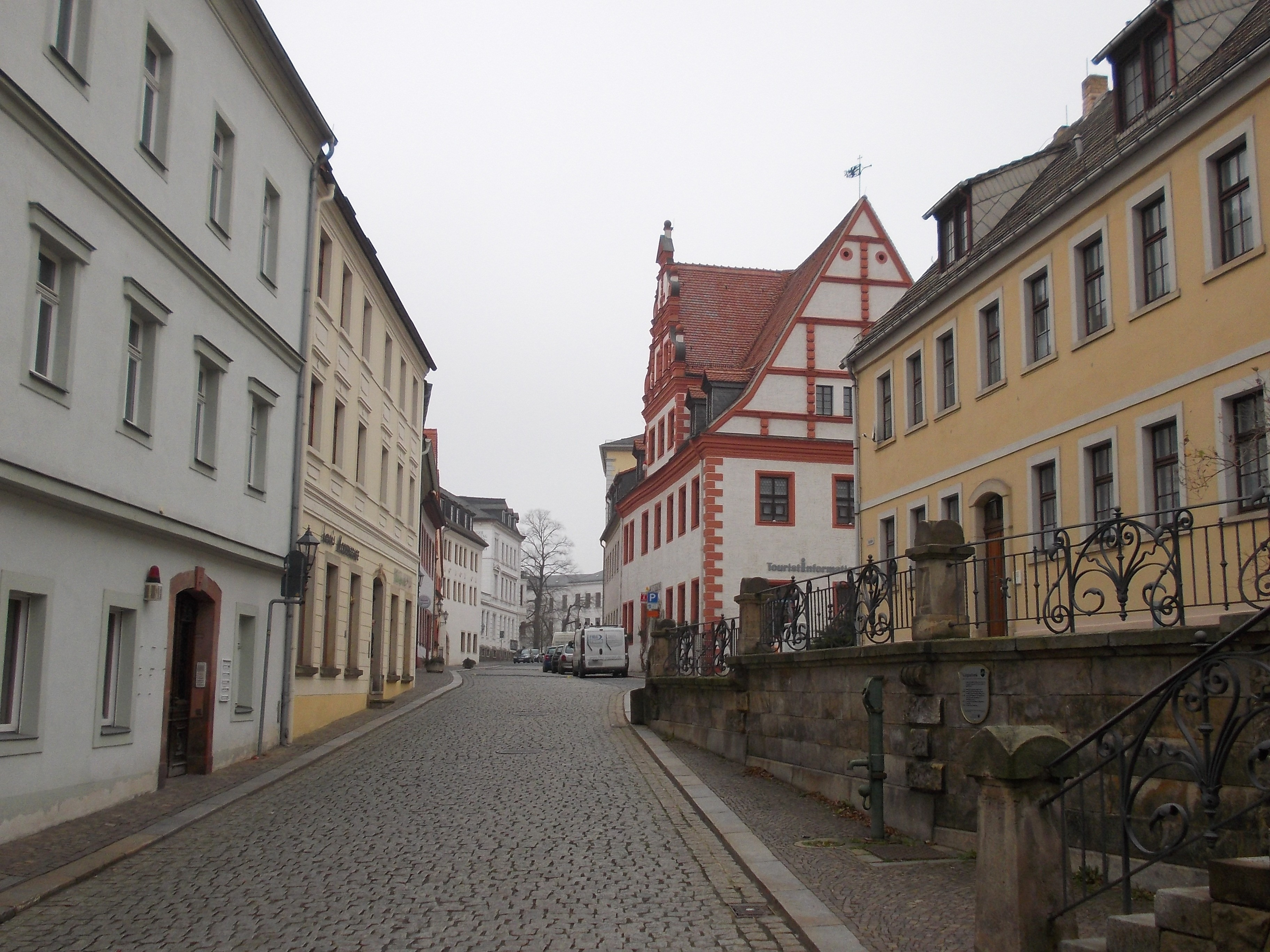
Domgasse
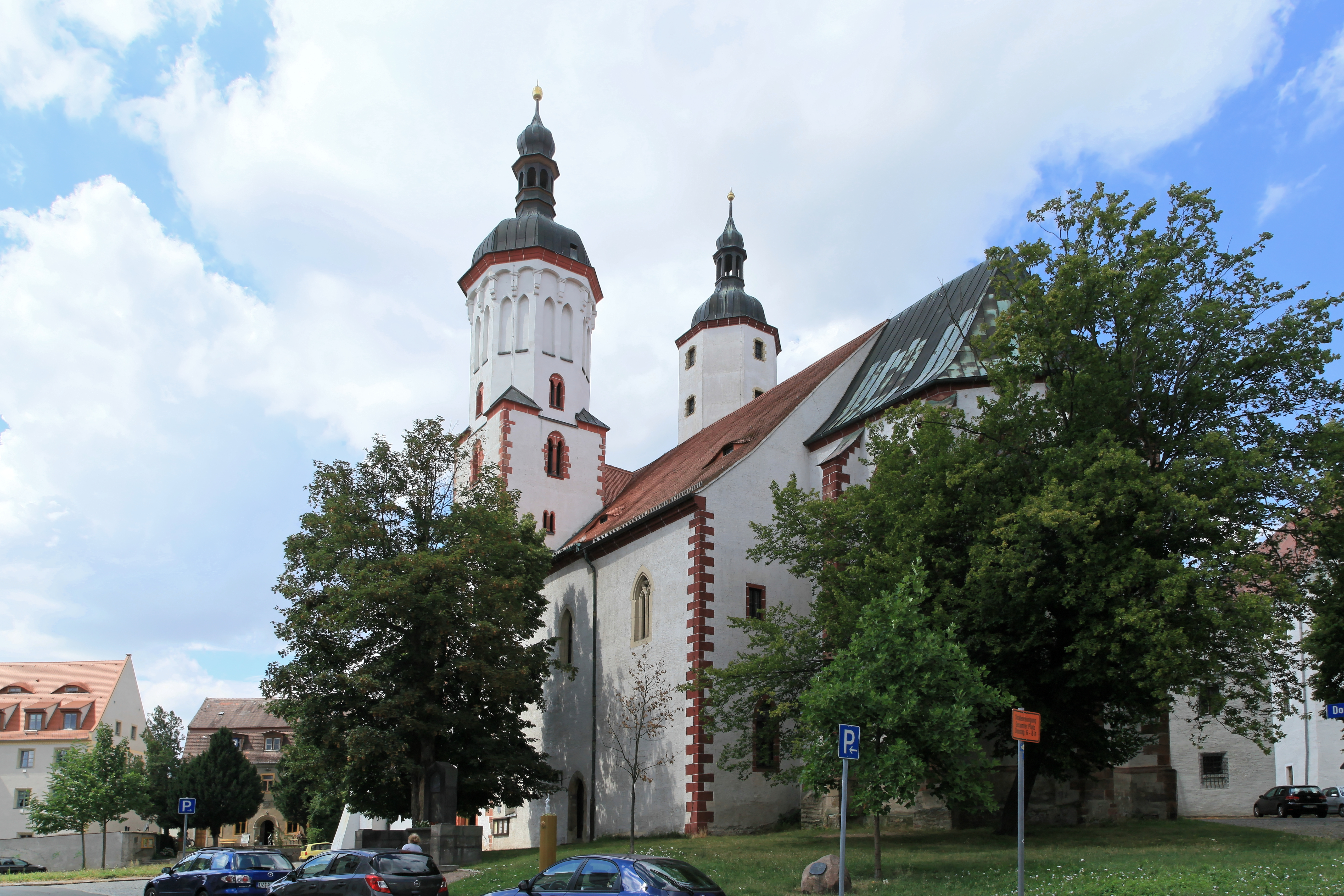
Domplatz

- Badergasse ()
- Badergraben ()
- Crostigall ()
- Domgasse ()
- Domplatz ()
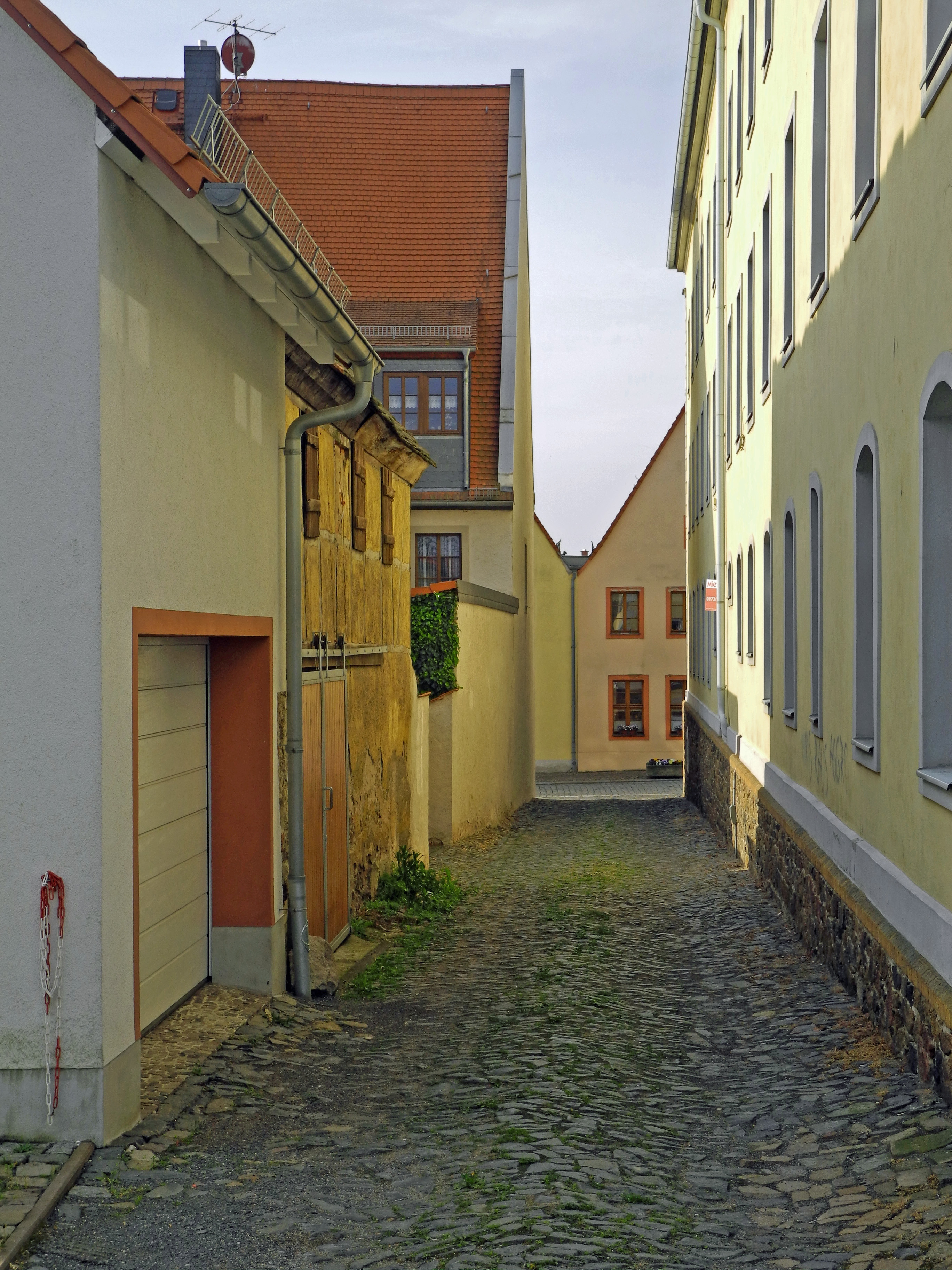
Finstere Gasse ()
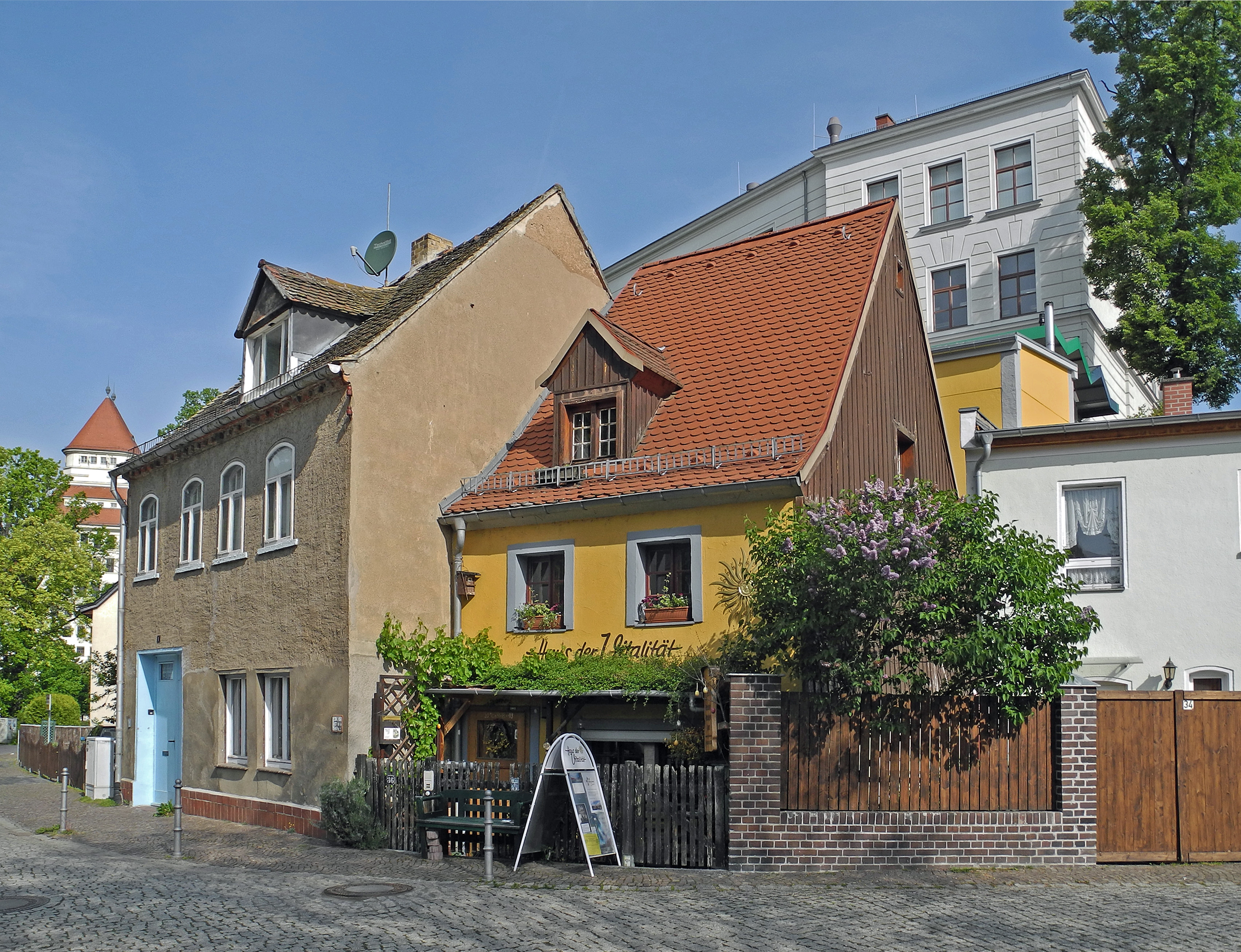
Färbergasse
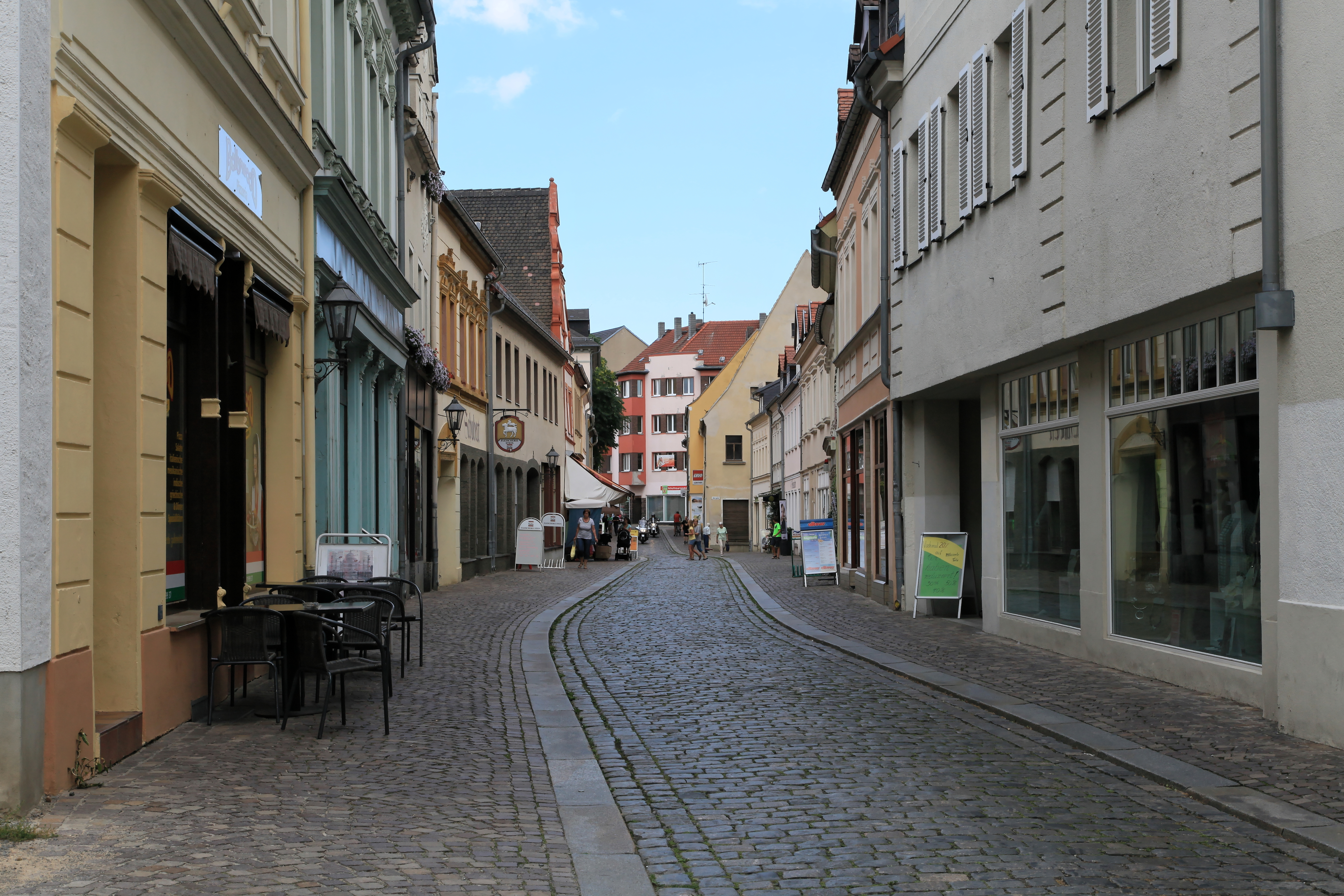
Jacobsgasse
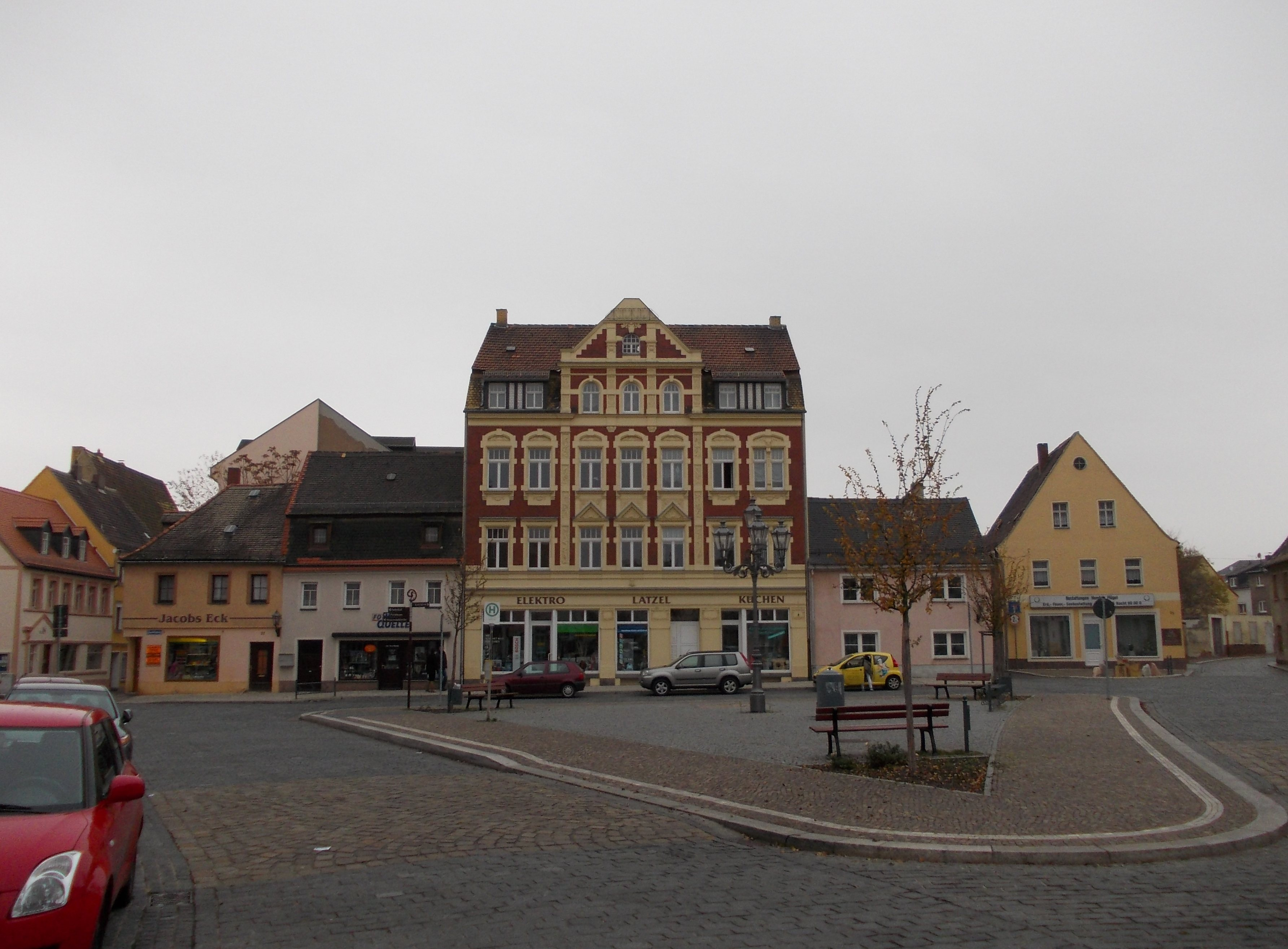
Jacobsplatz
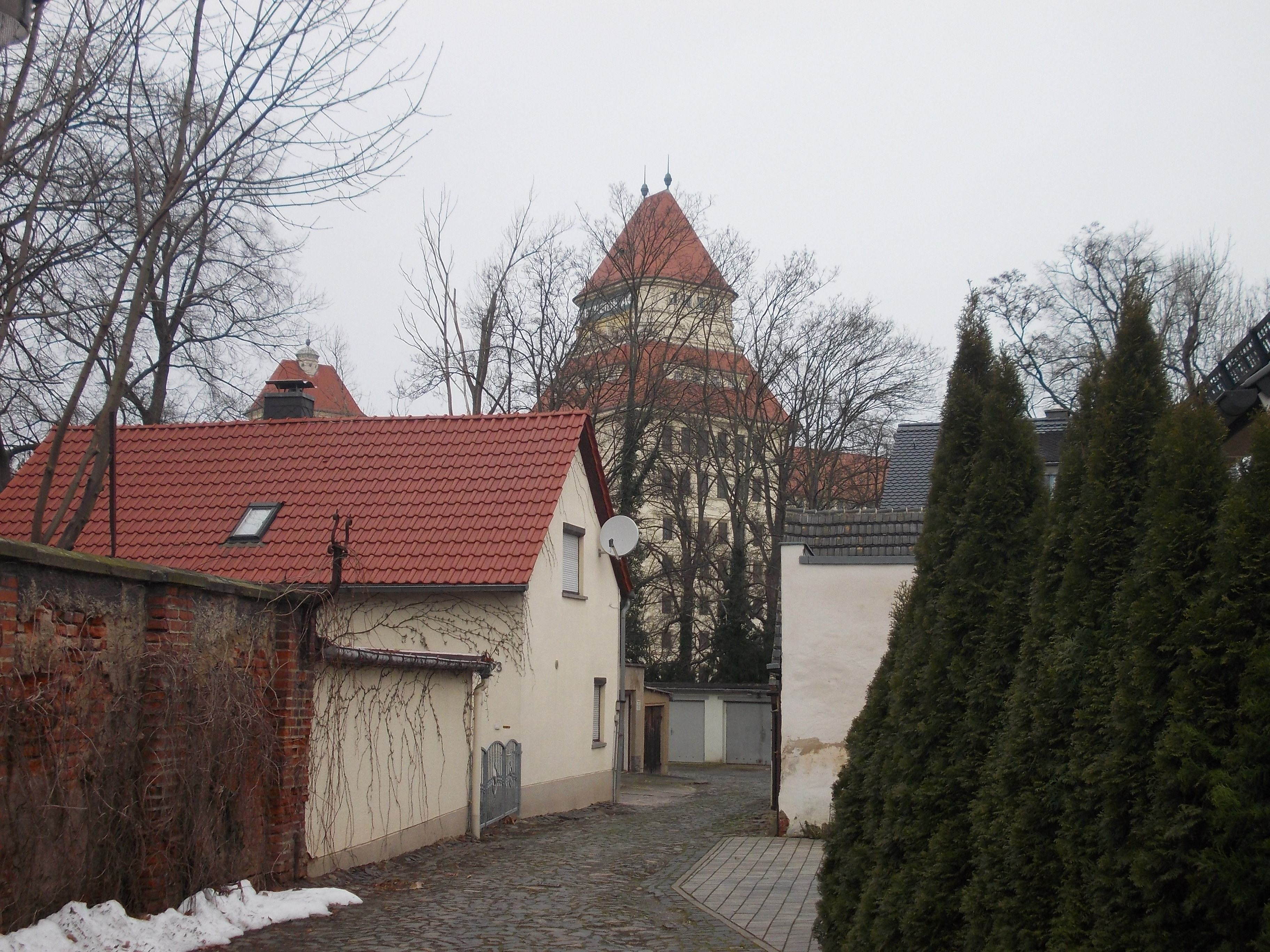
Kreuzgasse
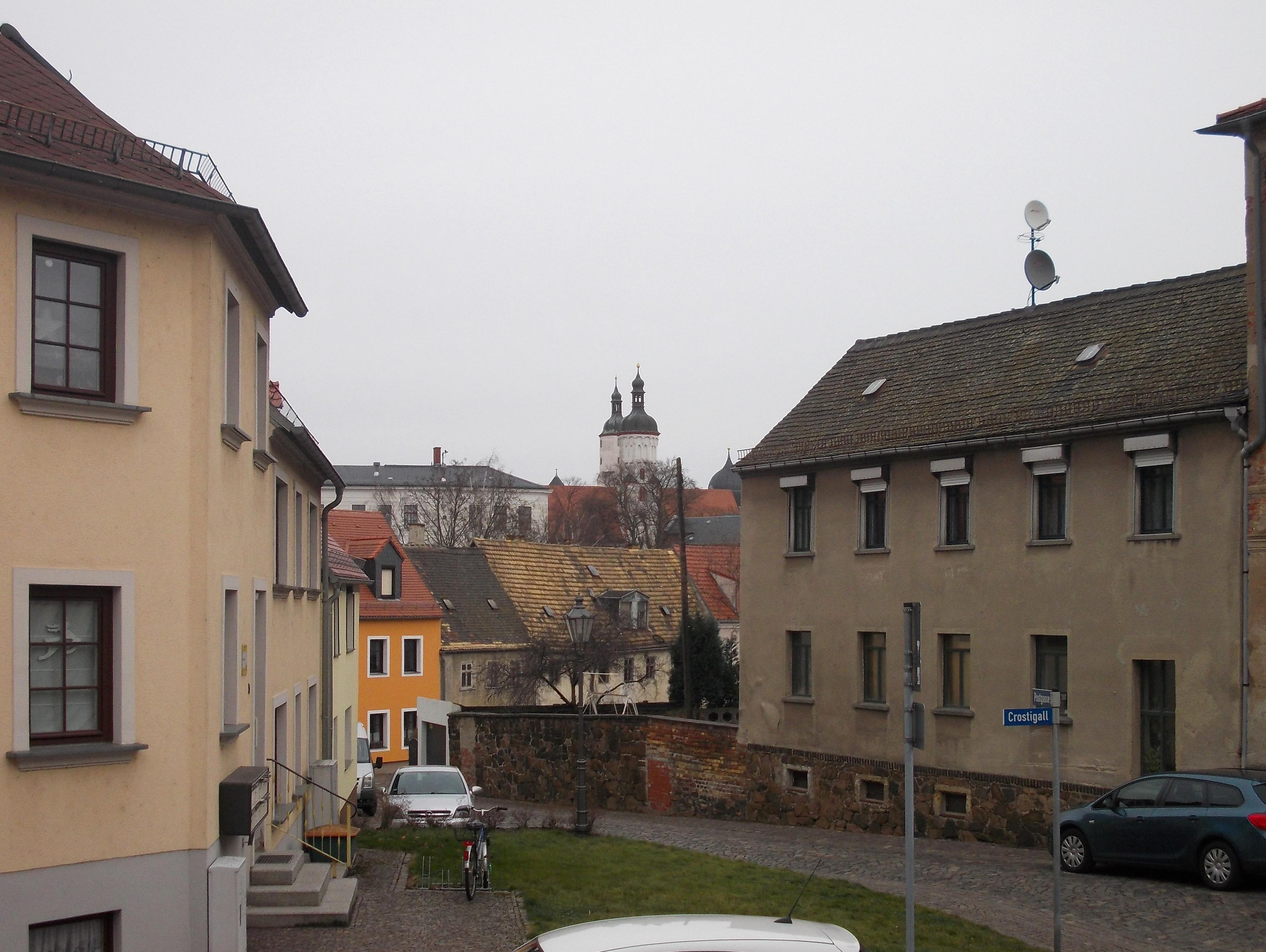
Postgasse

- Färbergasse ()
- Jacobsgasse ()
- Jacobsplatz ()
- Kreuzgasse ()
- Postgasse ()
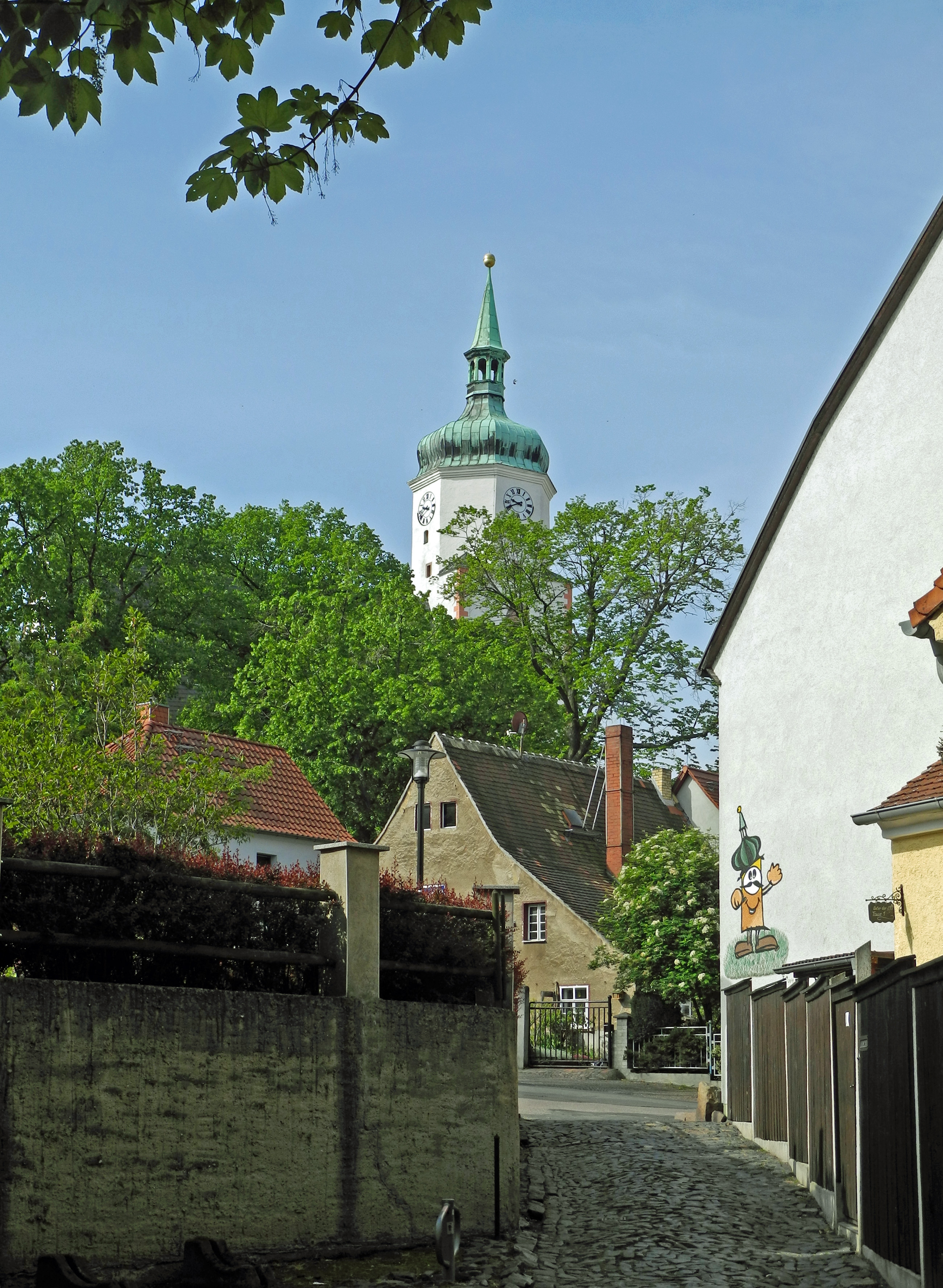
Unter der Tanne ()

Wappenschilder
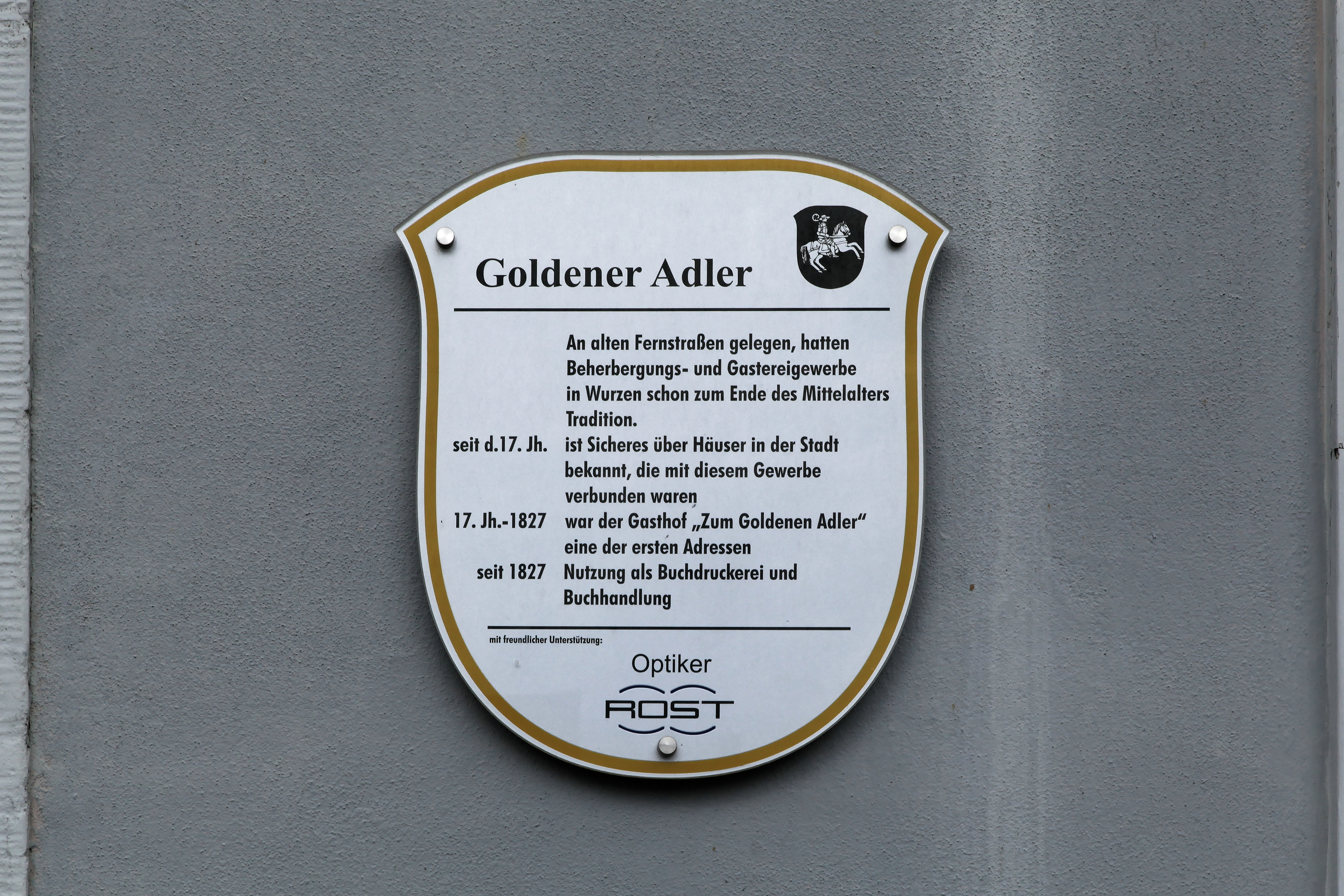
4 – Goldener Adler
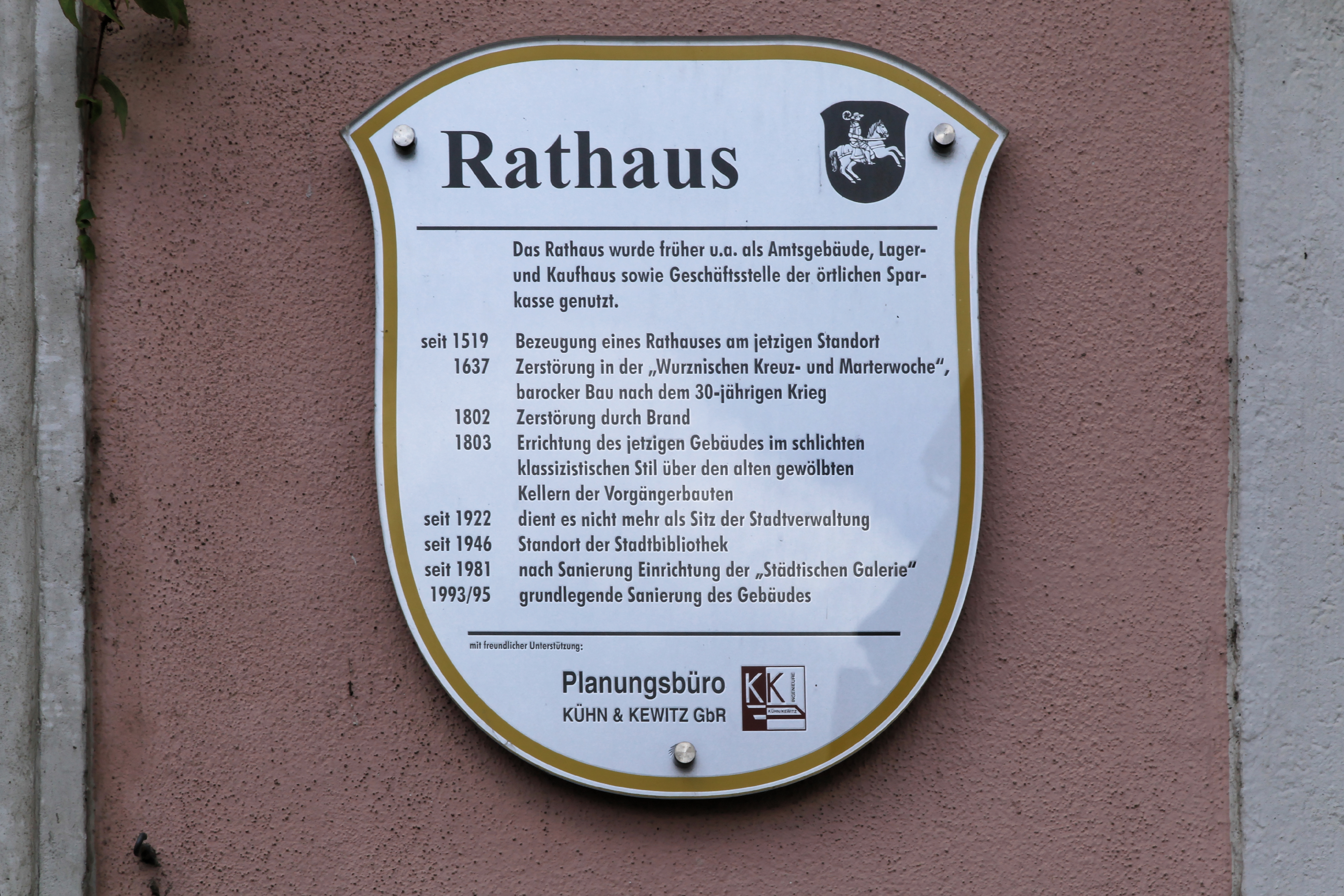
6 – Altes Rathaus
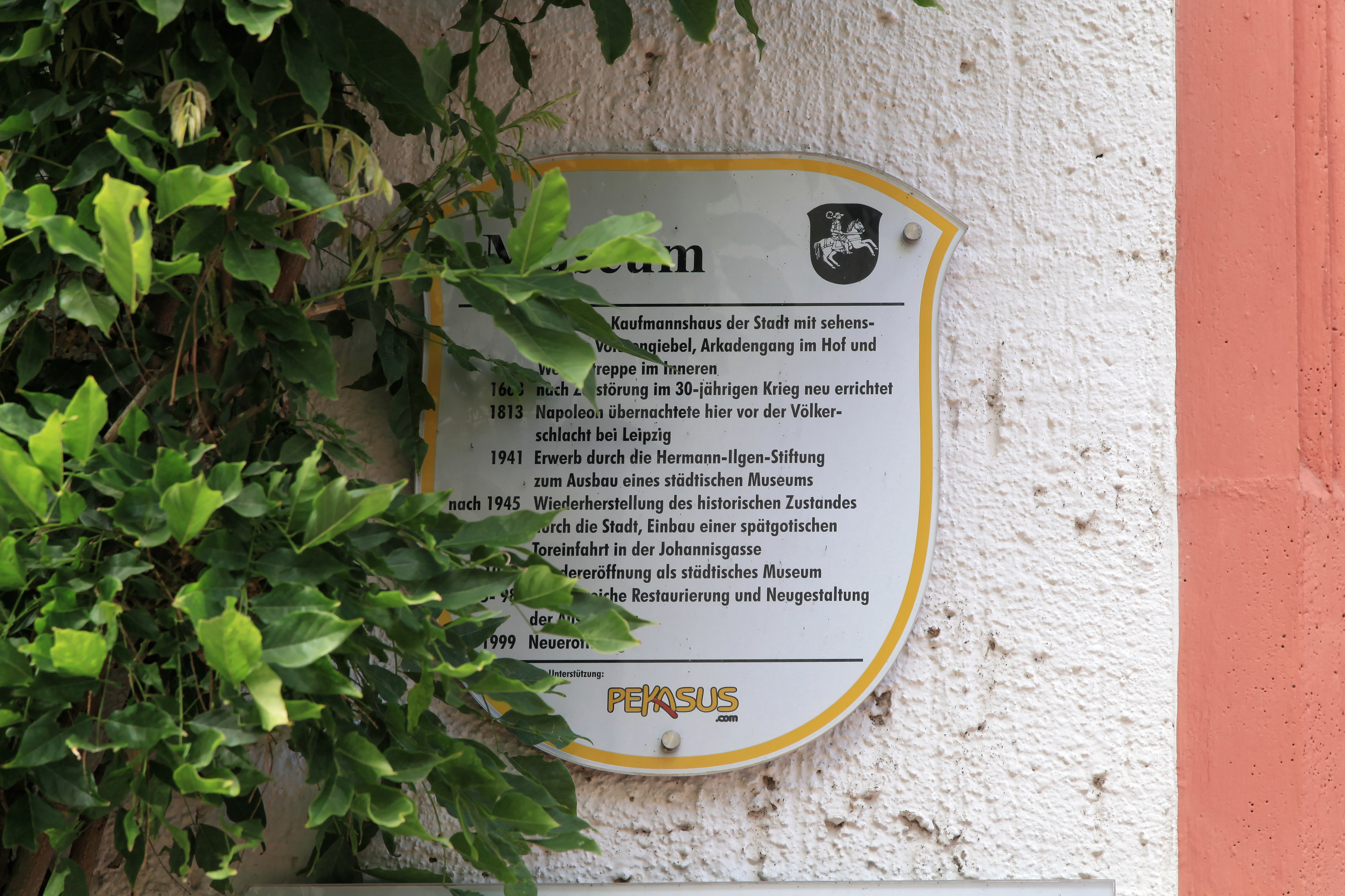
8 – Museum
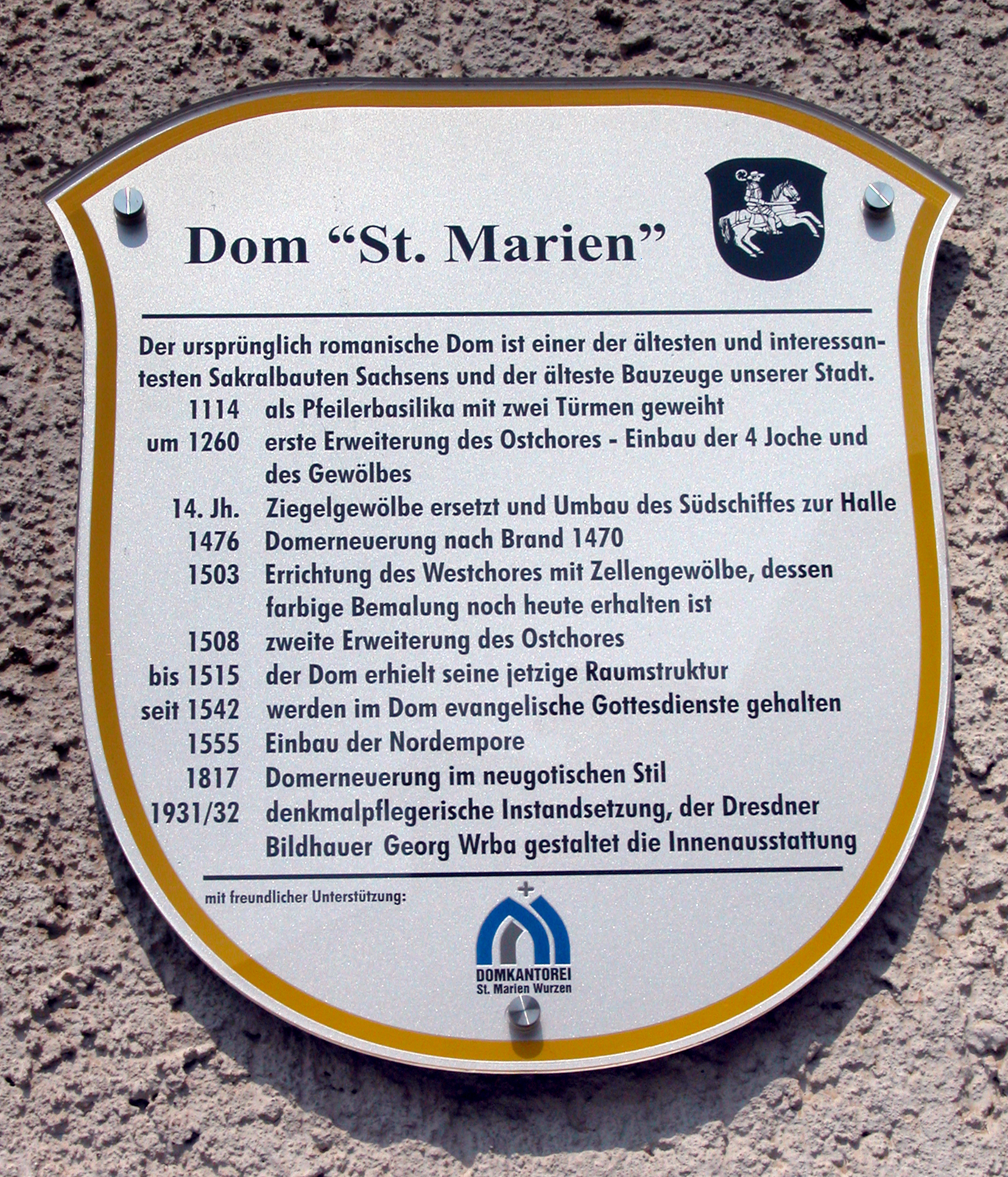
10 – Dom
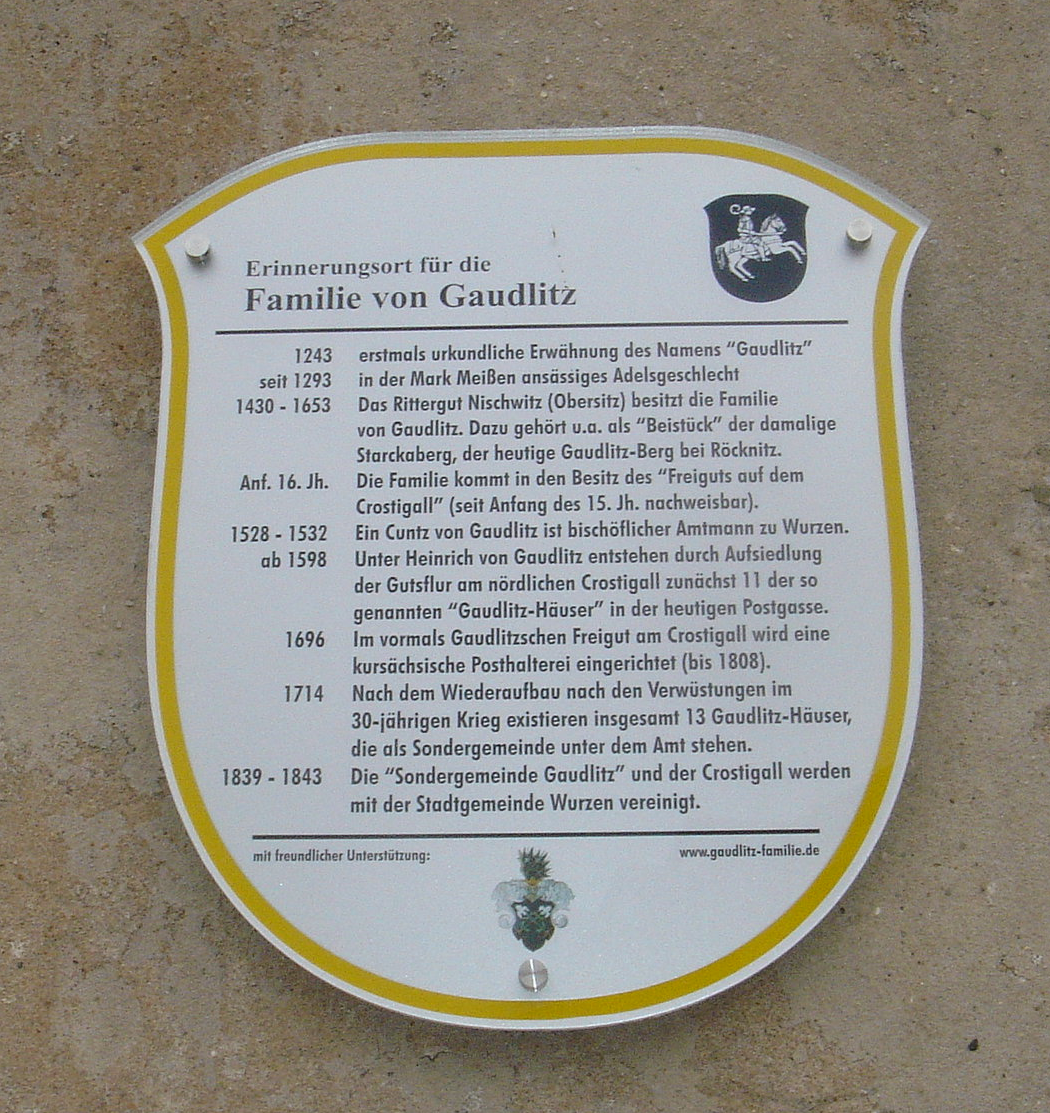
14 – Posthof
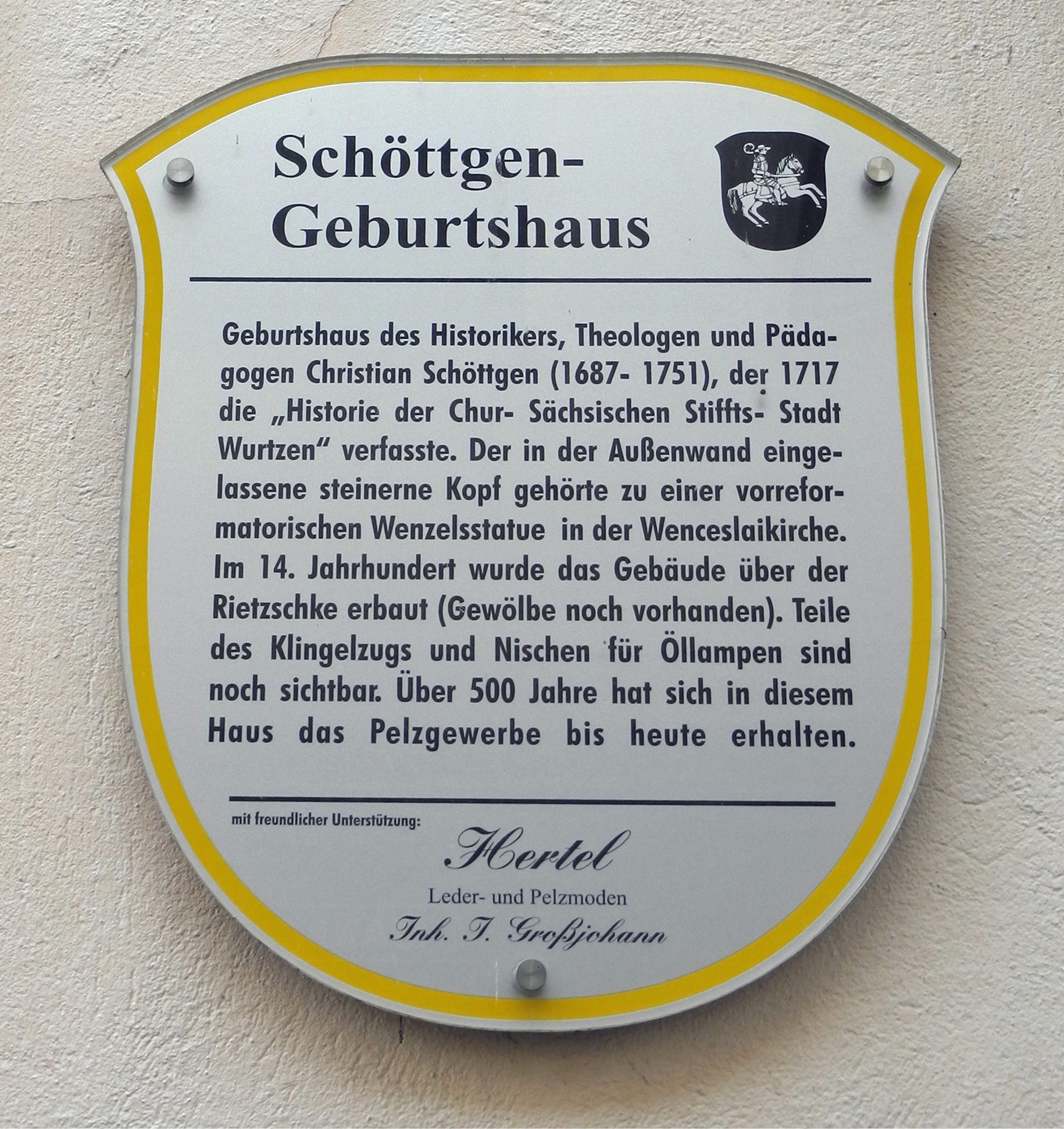
16 – Schöttgen-Haus
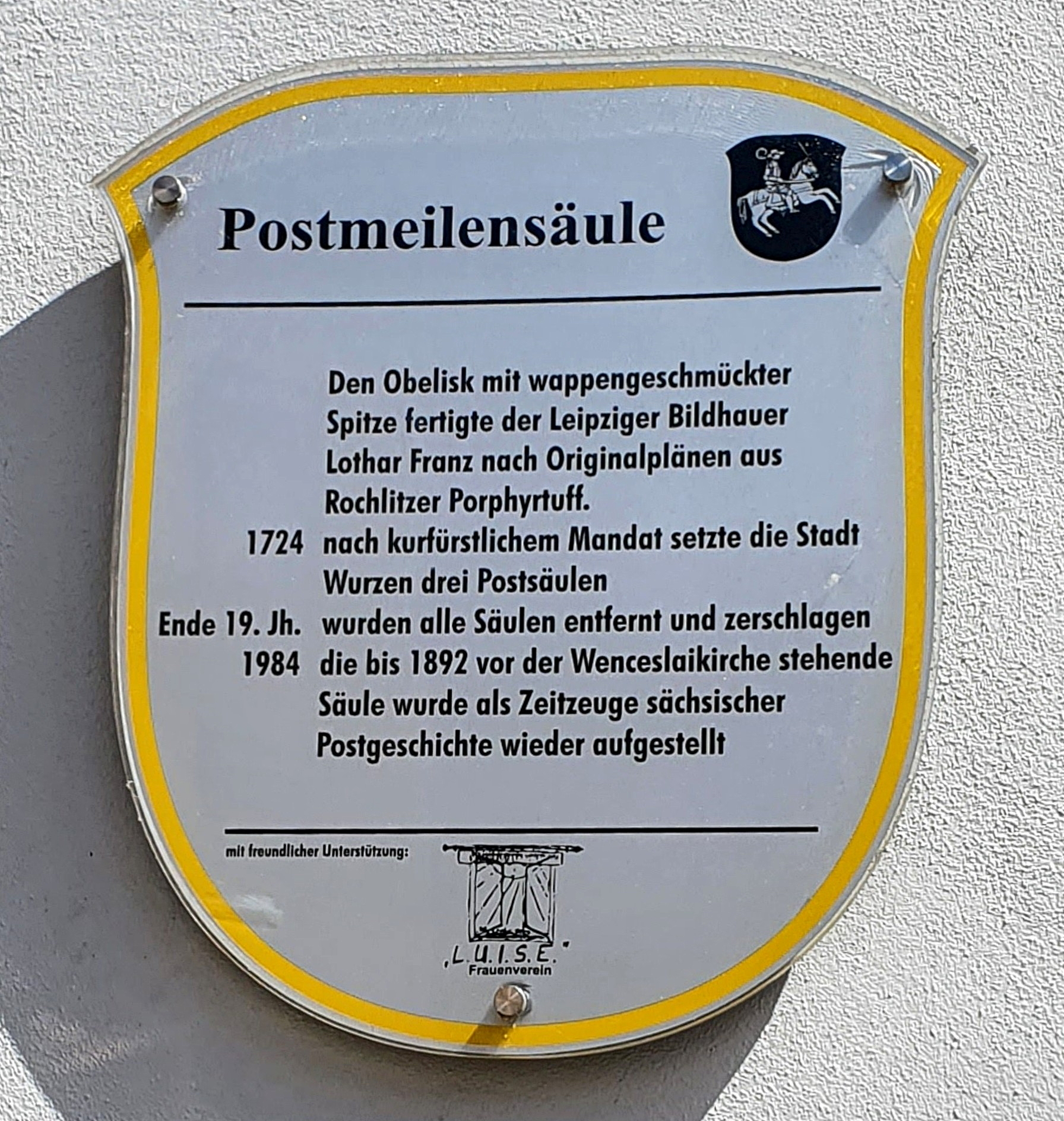
20 – Postmeilensäule
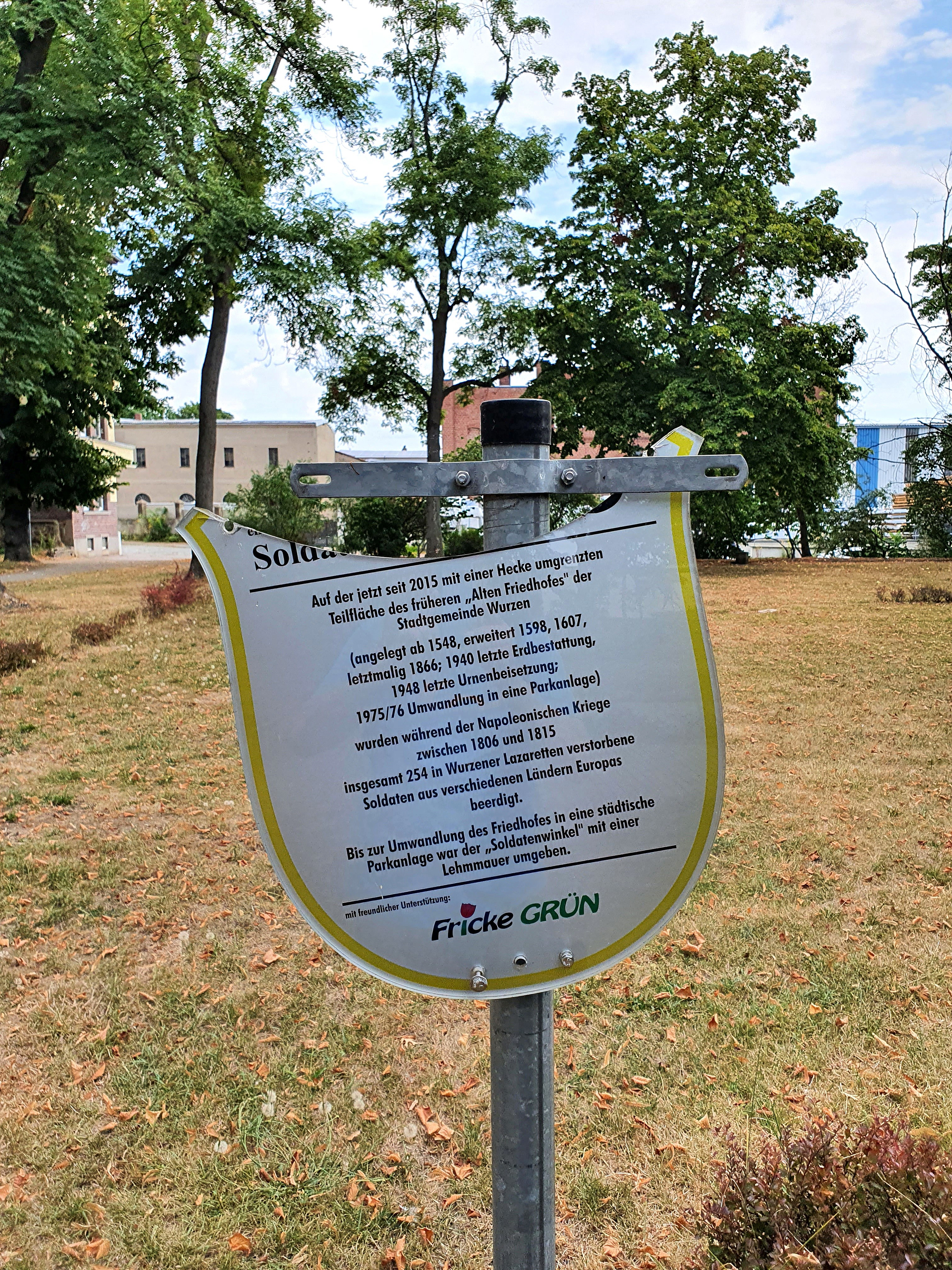
21 – Soldatenwinkel
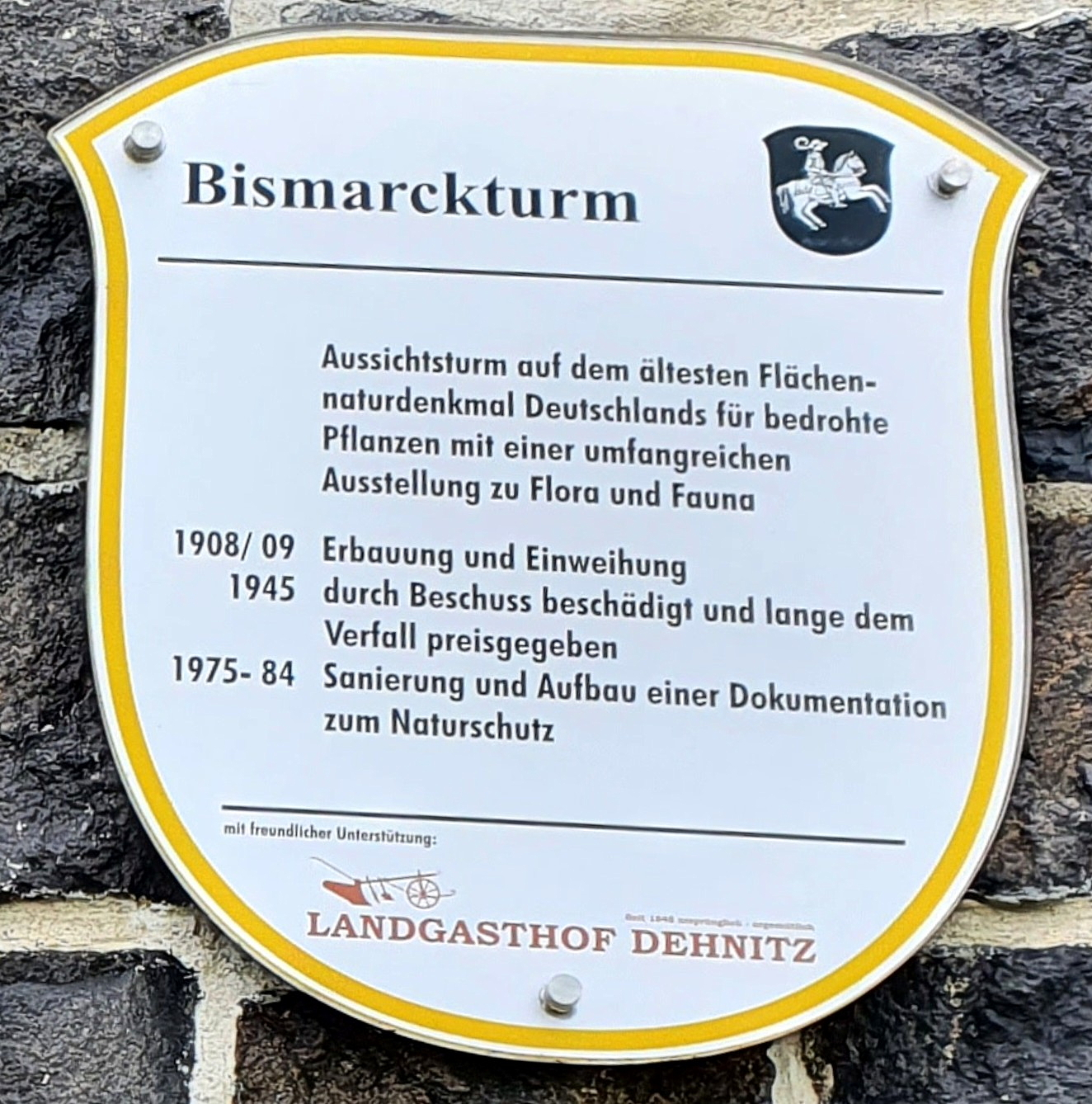
22 – Bismarckturm

Ringelnatz-Kunstpfad
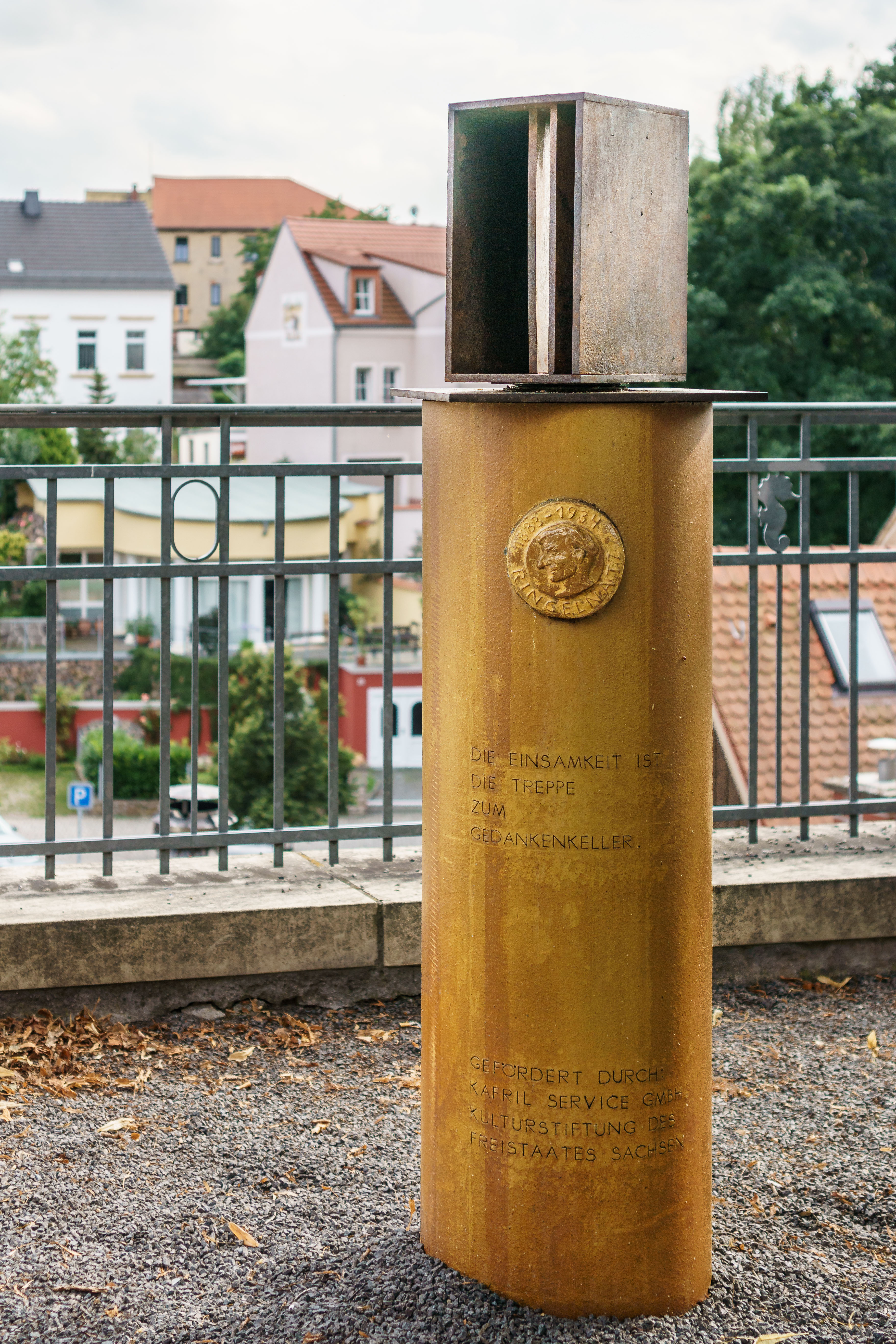
2 – Sieh nicht zurück
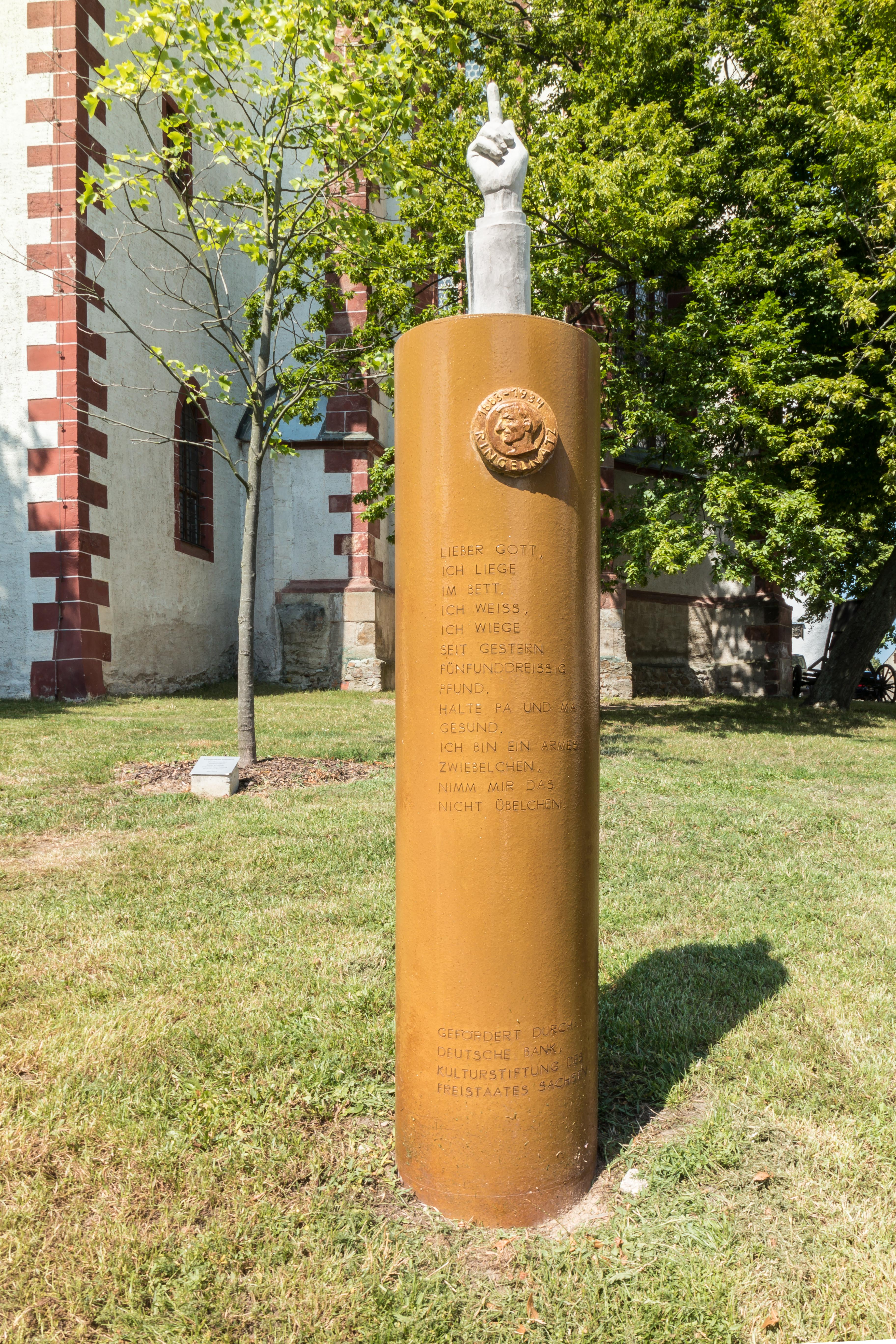
4 – Der erhobene Zeigefinger
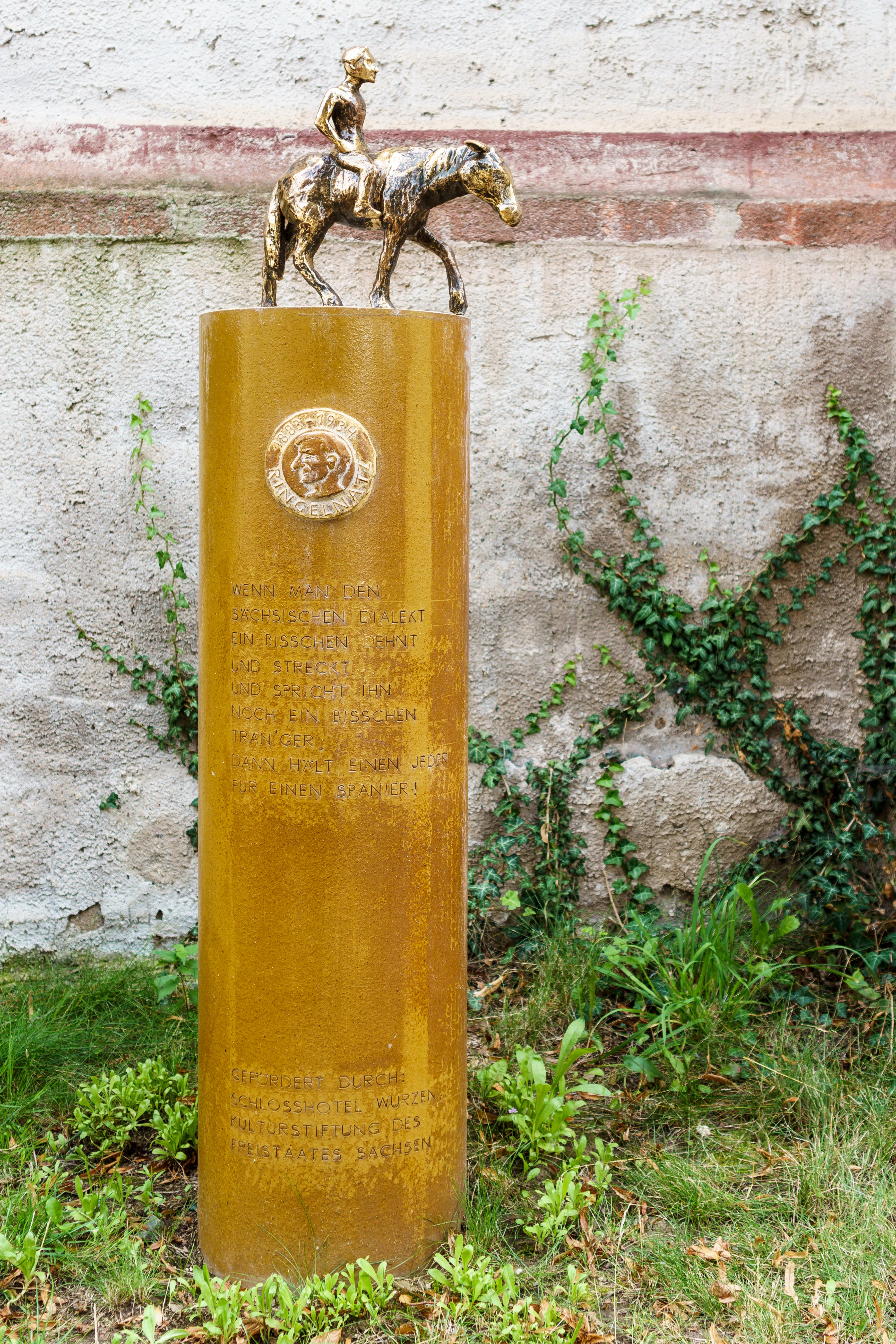
5 – Der goldene Reiter
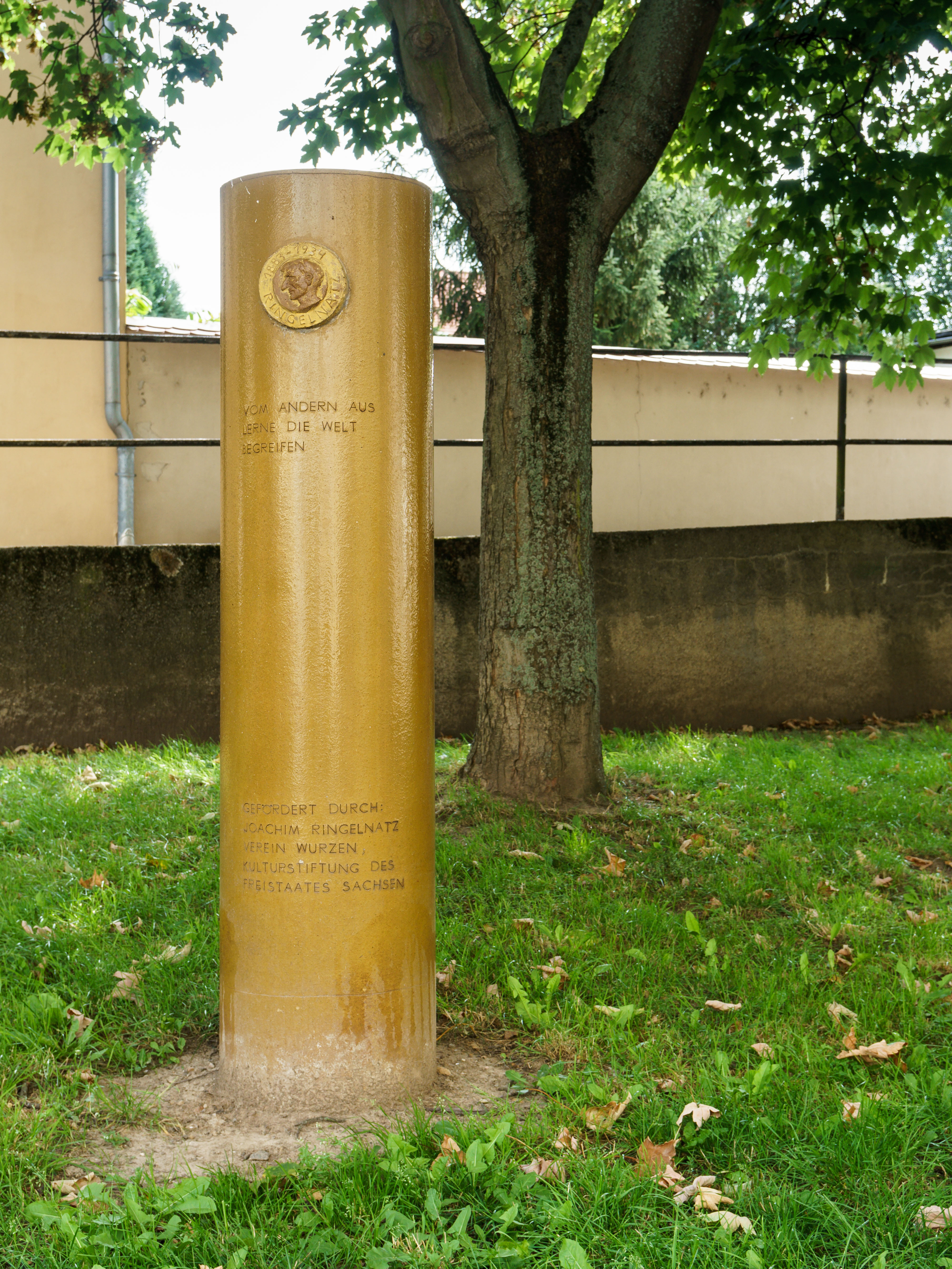
6 – Teppichblüte
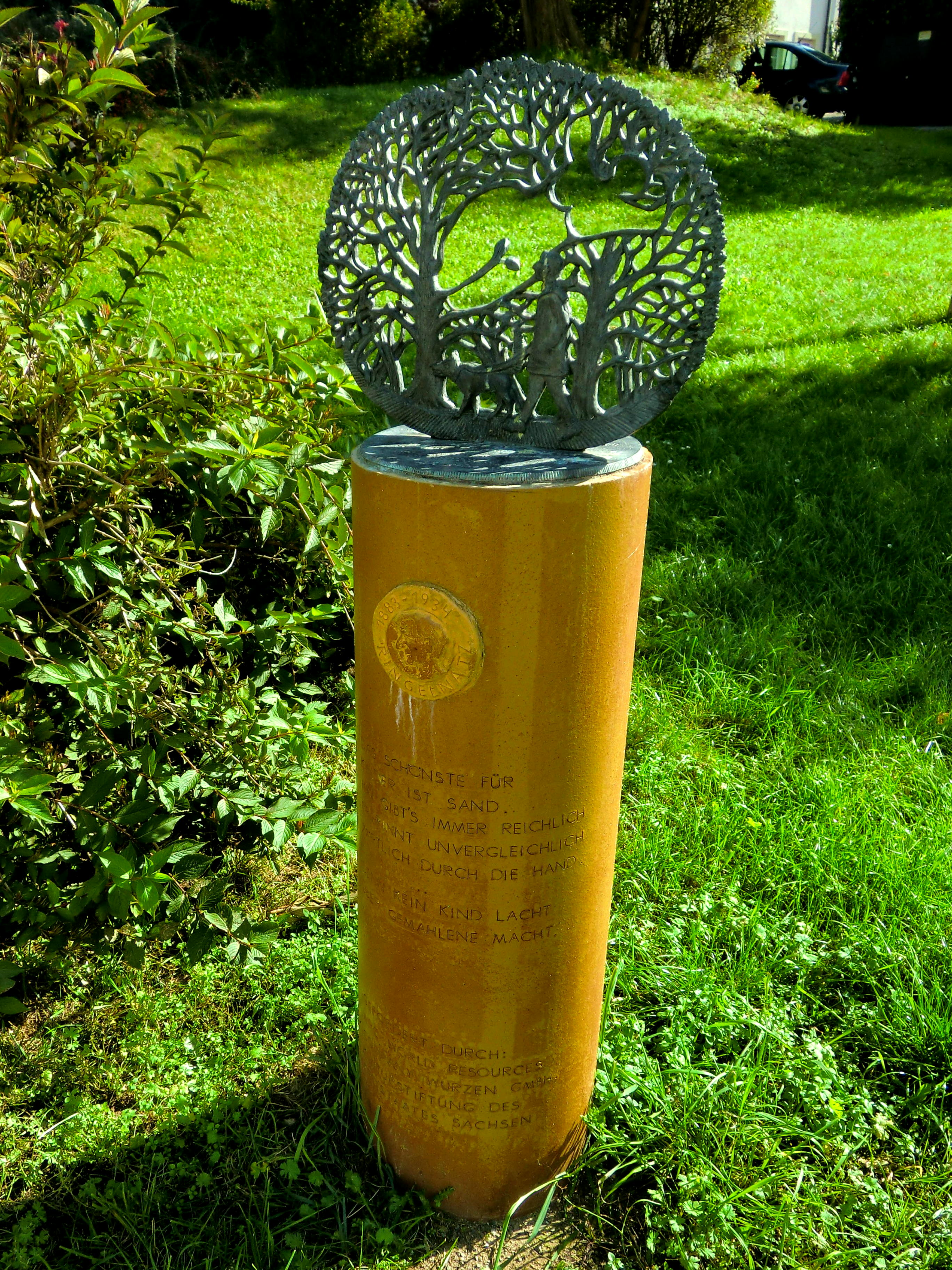
9 – Der Wanderer
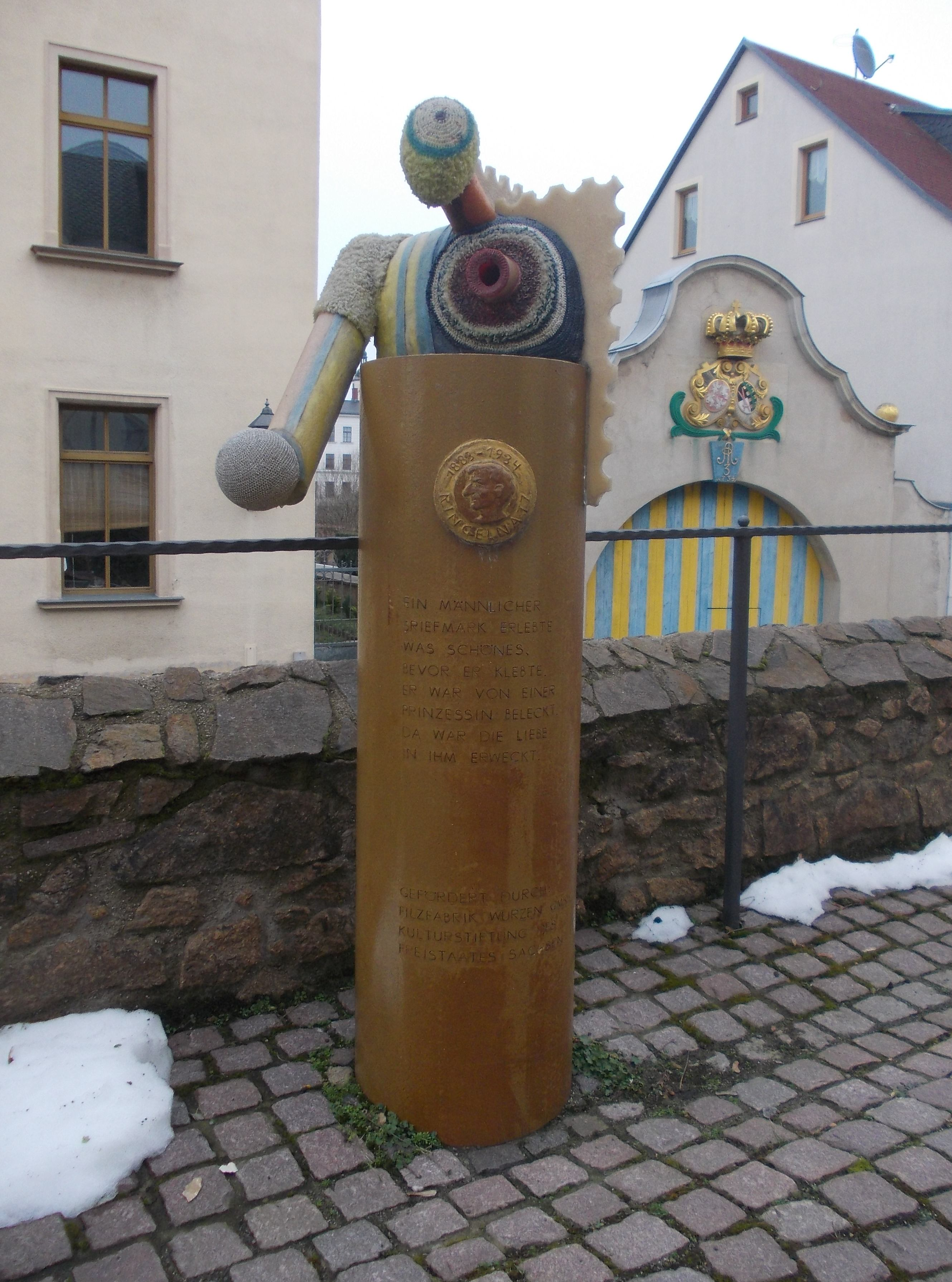
11 – Kuckuck
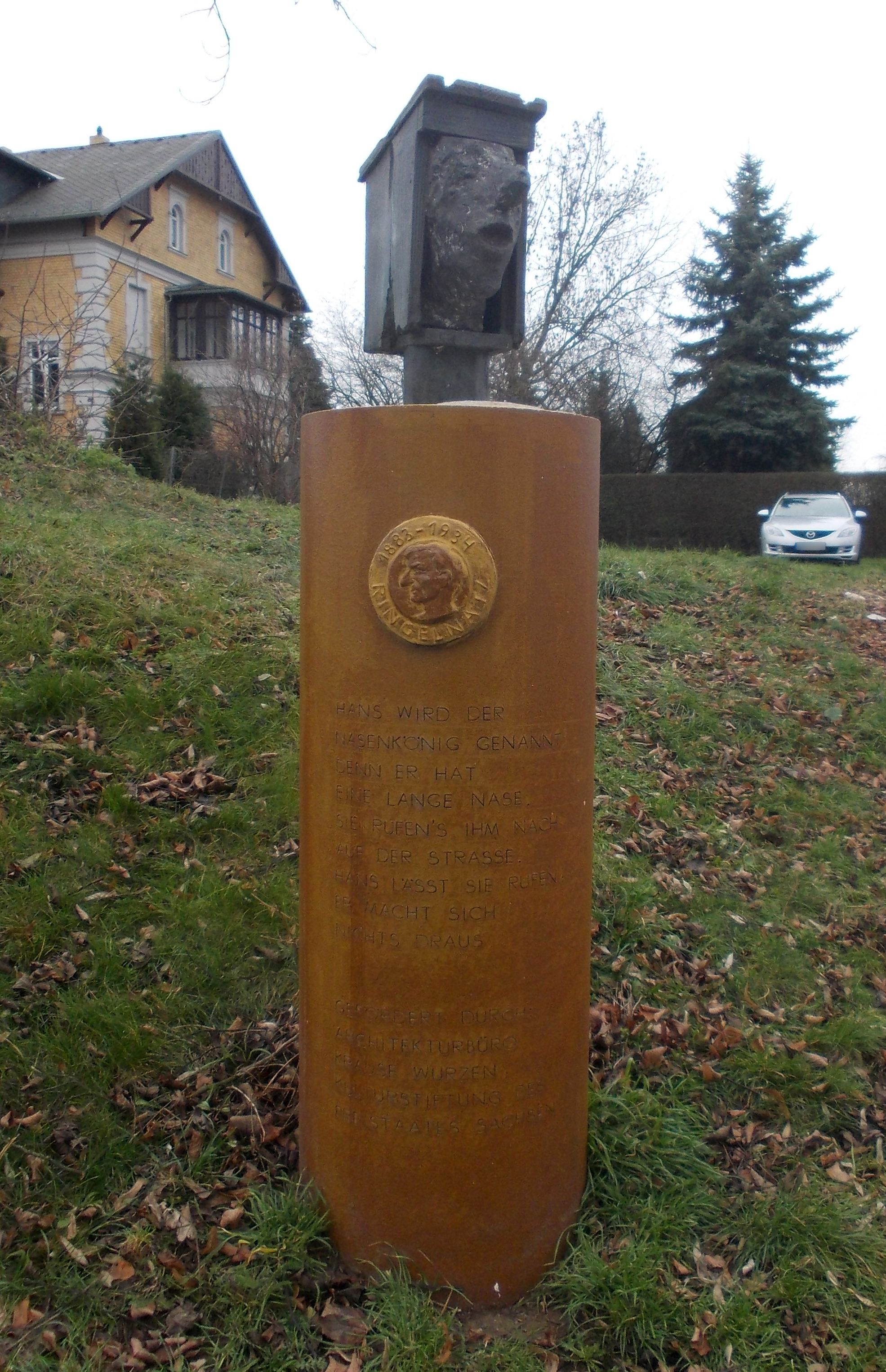
12 – Ein Blick
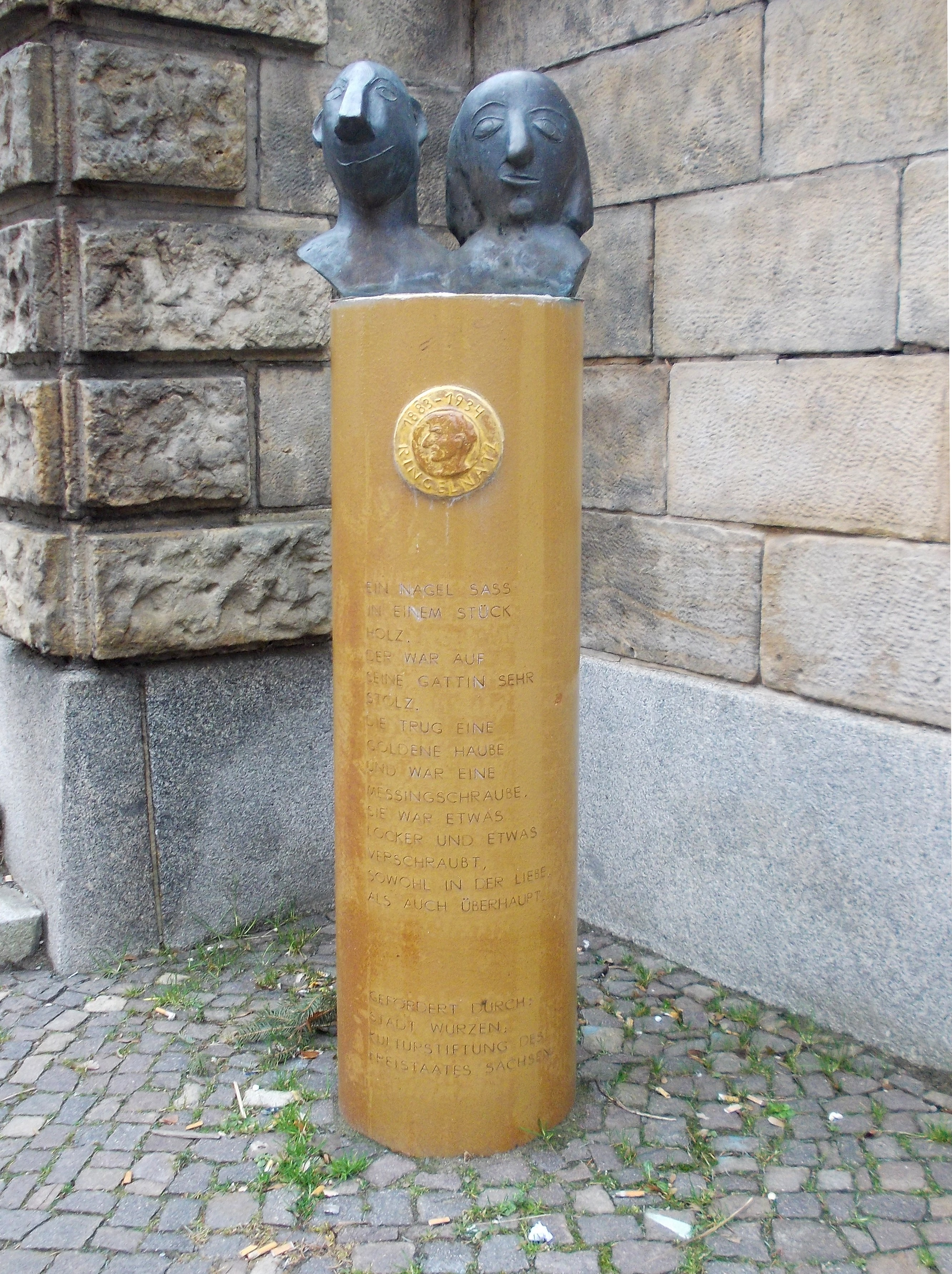
13 – Nagel und Schraube